# Mercedes-Benz W123
Seria 123 a fost modelul cu cele mai multe unităti vândute al companiei Mercedes-Benz. De la începutul seriei în noiembrie 1975 până în ianuarie 1986 un total de aproape 2,7 milioane de vehicule au ieșit pe linia de fabricație. Mașina aparține clasei de mijloc superioară, numită acum Mercedes E-Class. Predecesorul este W 114/115, succesoare este seria 124. Atât predecesorul și succesorul au fost fabricate incă aproximativ un an in paralel cu W 123. Seria 123 a stabilit noi standarde de siguranță al vehiculului și a fost un pionier al Combi-urilor din această clasa ca și al turbo dieselului în autoturismele Mercedes-Benz.

## Istorie

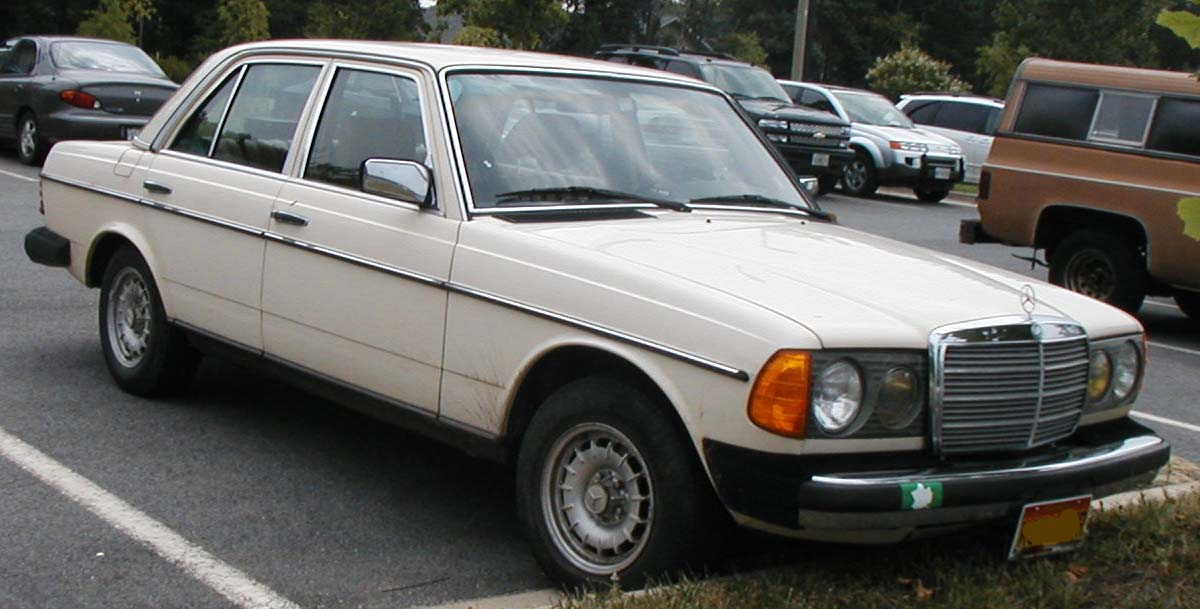
Versiunea SUA a W 123 cu Faruri Sealed-Beam și bara de protecție specifică

Decizia producătorului, de a continua să producă seria W115, după introducerea succesorului pentru încă aproximativ unsprezece luni a avut mai multe motive. În primul rând, modelul anterior a fost foarte popular (mai ales în industria de taxi) și s-a vândut bine. Pe de altă parte modelul W123, a fost primit de cumpărători foarte bine de la lansare ceea ce a condus de la începutul producției în serie la întârzieri în livrare mai mari de un an. În același timp, / 8 (W 114/115) era, în funcție de versiune, cu până la 2400 DM mai ieftin decât succesorul sau. Prețul de achiziție al W123 la lansare era intre 18 870 DM (200) și 26 895 DM (280 E).
Timpul de livrare pentru automobilele noi W123 a crescut chiar până la trei ani, ceea ce a condus la vânzarea de contracte de achiziție a autoturismelor noi, în unele cazuri cu mai mult de 5000 DM - peste prețul de listă pentru a se ajunge mai repede la modelul căutat. Chiar și mașinile second hand au fost de multe ori vândute cu preț peste cel de lista. Acest lucru nu s-a mai repetat în istoria auto vest-germana, cu vehicule de volum mare.
Marele succes al seriei este evidențiat, de asemenea, și de faptul că seria Mercedes-123 este singura mașină care a depășit VW Golf într-un an calendaristic în statisticile de înmatriculare ale Republicii Federale Germania. În 1980, seria 123 a ajuns la un total de 202 252 înregistrări, Golful numai 200 892.
Seria 123 a fost produsă în patru variante de caroserie: sedan clasic, ca limuzină lungă cu șapte locuri, coupe, cu un ampatament scurtat ușor, și Combi (numit T-model la Mercedes Benz). În plus, au existat autovehicule cu șasiu cu ampatament standard și extins ca bază pentru mașini speciale, cum ar fi ambulanțe sau dricuri.
La început, în funcție de motorizare, erau folosite faruri diferite: mașinile cu motoare mai slabe au fost echipate cu faruri rotunde, numite și peiorativ "ochi de taur". Farurile mai elegante, dreptunghiulare marcau versiunile de top 300 TD Turbo Diesel, 280/280E și coupe-urile. Pentru diferențierea optica la aceste modele au fost, de asemenea cromate chederele de cauciuc sub luminile din spate și grila de aerisire din fața parbrizului. Ca parte a facelift-ului pentru seria 3 în septembrie 1982, toate modelele au primit faruri dreptunghiulare, grila negru mat și o margine din lemn zebrano pe tabloul de bord.
Modele pe benzină și motorină sunt diferențiate optic – la sedan-uri - prin instalarea de
antenei radio, în cazul în care a fost comandata din fabrică (codul de opțiune 53 / x). La modele diesel, antena era montata pe aripa dreapta fata, la motorizările pe benzină pe cea din stânga spate. Remarcabilă este politica de opțiuni la Daimler-Benz în acești ani: prețurile au variat de la aproximativ 18.000, - DM in anul 1976 pentru modelul de bază până la aproape 80000, - DM în ultimul an pentru un „full option” TD 300 Turbo.
Acesta din urmă era, astfel, de două ori mai scump decât clasa S în versiunea de bază. Prețul de achiziție se putea dubla cu doar puține opțiuni suplimentare.

## Facelift

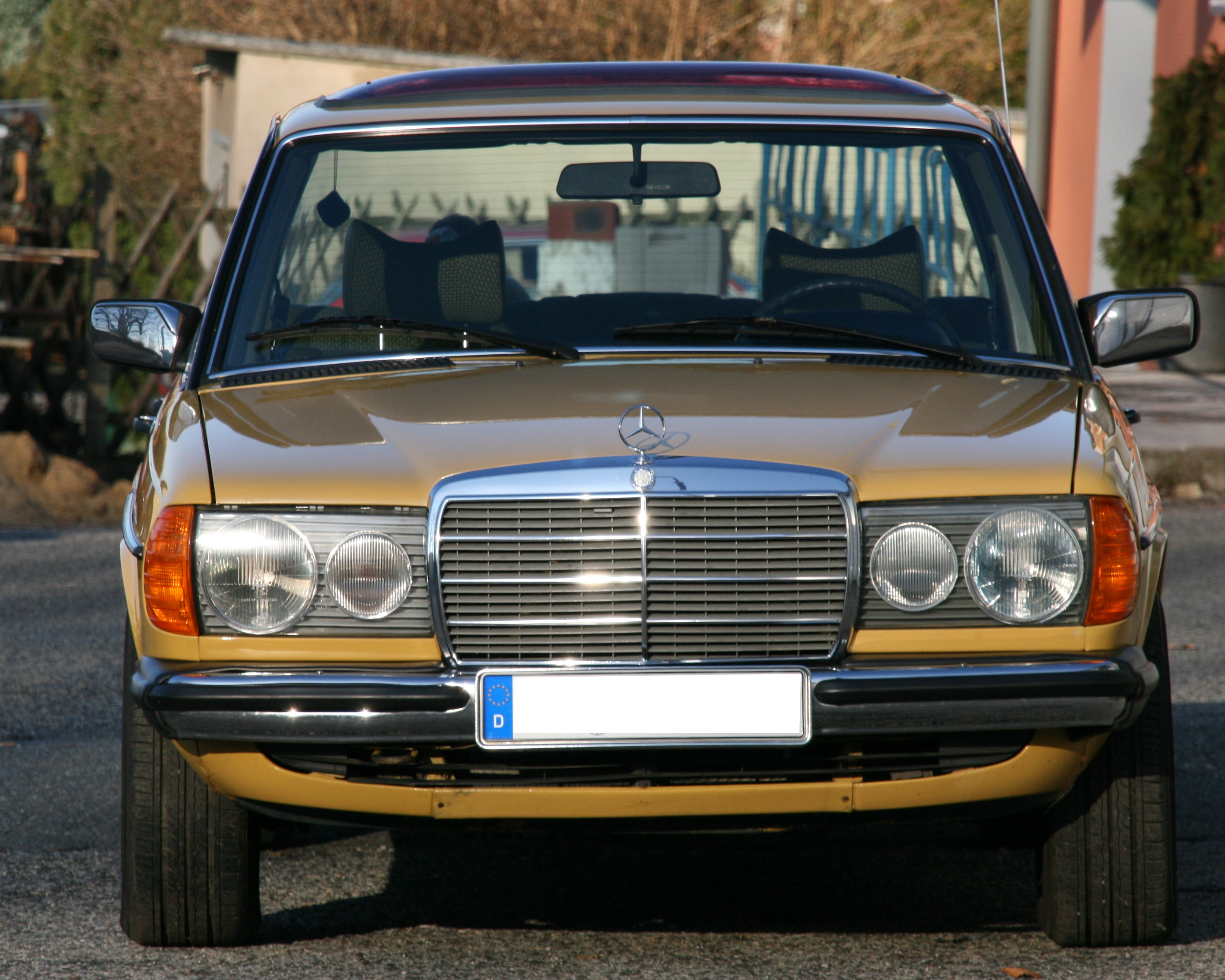
Seria 1:
„Ochii de taur“ și tetierele „urechi de iepure“ identifica prima Serie. Farurile de ceata au fost în echiparea de serie de la inceput.

Seria W123 a fost supusa multor modificări în timpul producției. Astfel, seria poate fi împărțită în mod substanțial în Seria 1 pana în august 1979, Seria 2 pana
in august 1982 și a treia serie. Prima serie la rândul său, este din nou împărțită în seria 0.5 și Serie 1:
- Seria 0,5: 11/1975–08/1976
- Seria 1: 08/1976–07/1979
- Seria 2: 08/1979–08/1982
- Seria 3: 09/1982–01/1986

Exemplarele din seria așa-numitelor 0.5 sunt foarte rare astăzi, ele diferă doar prin detalii fata de prima serie. Pentru că în timpul producției s-au folosit diferite piese rămase în stoc, la W123 exista chiar și, așa numite hibride, care poarta caracteristici ale diferitelor serii.
Caracteristici ale Seriei 2 (August 1979)
- Volan mai mic (10 mm) cu design mai elegant
- Comutatoare mai moderne (la avarii, ferestre etc.)
- Controlul distantei farurilor pneumatic
- Închizătoare de centură modificate și tetiere mai mici
- Modele textile noi pentru scaune

Seria 3: Faruri dreptunghiulare și la motorizări mai mici
Modificări la seria 3 (Septembrie 1982)
- Faruri dreptunghiulare și servodirecție la serie
- Design modificat al scaunelor fata oferind mai mult loc pentru genunchi pasagerilor din spate
- Utilizare material textile la fețele de la uși
- Folosirea de lemn Zebrano pe tabloul de bord
- Modele textile noi pentru scaune și scaune îmbrăcate complet în material textil (fără margini din piele ecologică)
- Mai puțin zgomot provocat de vânt datorita îmbunătățirii acoperișului
- Renunțarea la grila de aerisire cromată

## Variante caroserie
După introducerea sedanului cu patru uși la sfârșitul anului 1975 au fost introduse în 1977 alte trei variante de caroserie: coupe, sedan cu un ampatament lung și prima dată în istoria mărcii un combi de producție proprie, modelul T.

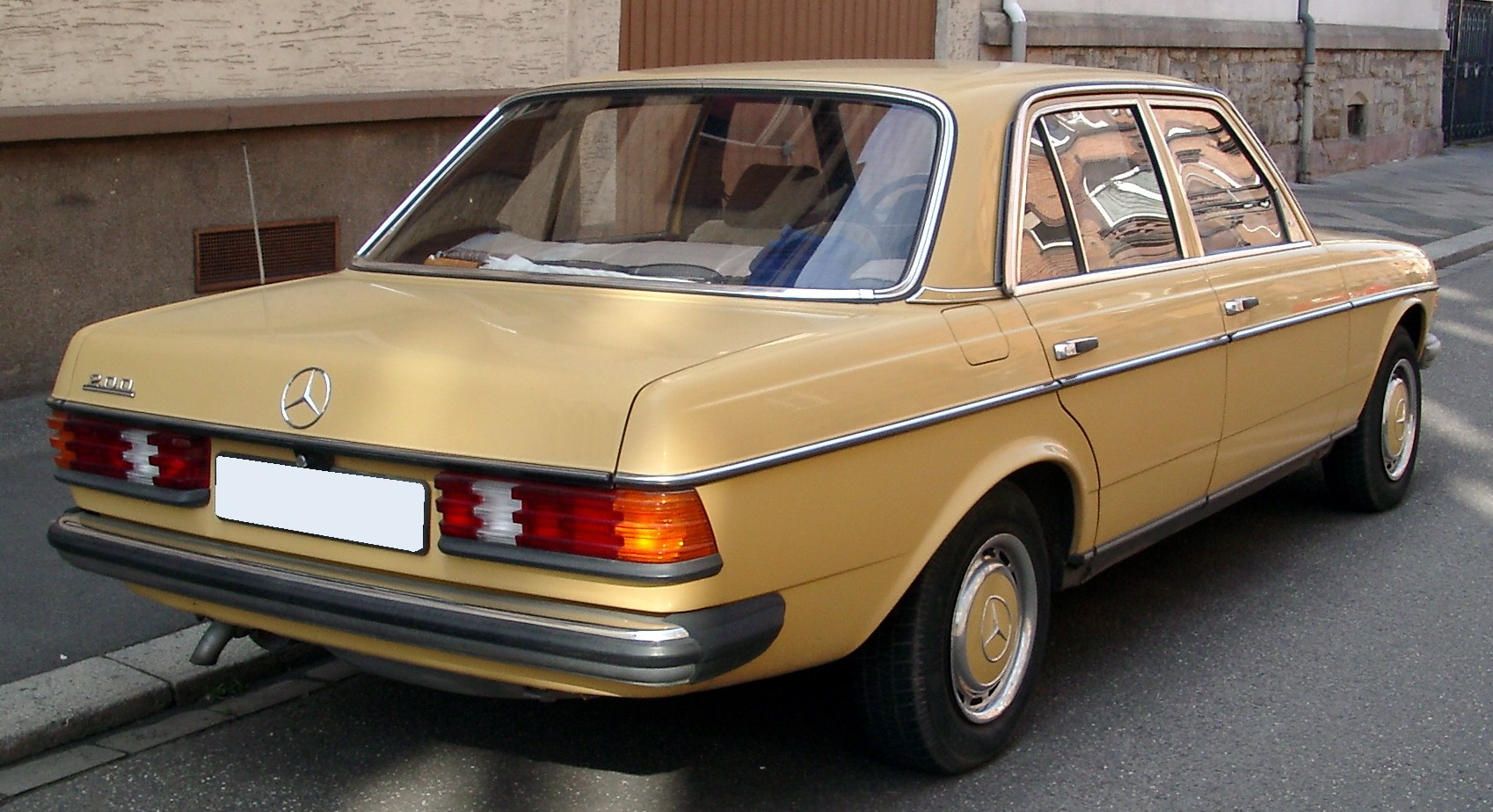
Sedan - vedere din spate

### Sedan (W123)
Sedanul a fost construit într-un număr total de aproximativ 2,4 milioane de exemplare, aproape 90 % din toate mașinile seriei W123. Pentru această variantă, toate tipurile de motoare au fost disponibile, datorita reglementărilor legate de economia de combustibil pentru flote ale președintelui SUA Jimmy Carter, în Statele Unite ale Americii a fost oferit exclusiv, un 300 D Turbo.
280 au fost dotate până în 1982 cu bare de protecție curbate și cromate, faruri în optica de bandă largă pentru a fi deosebite de motorizările simple cu patru cilindri. Jante de aliaj au fost disponibile pentru modelele cu patru cilindri numai începând din 1980.

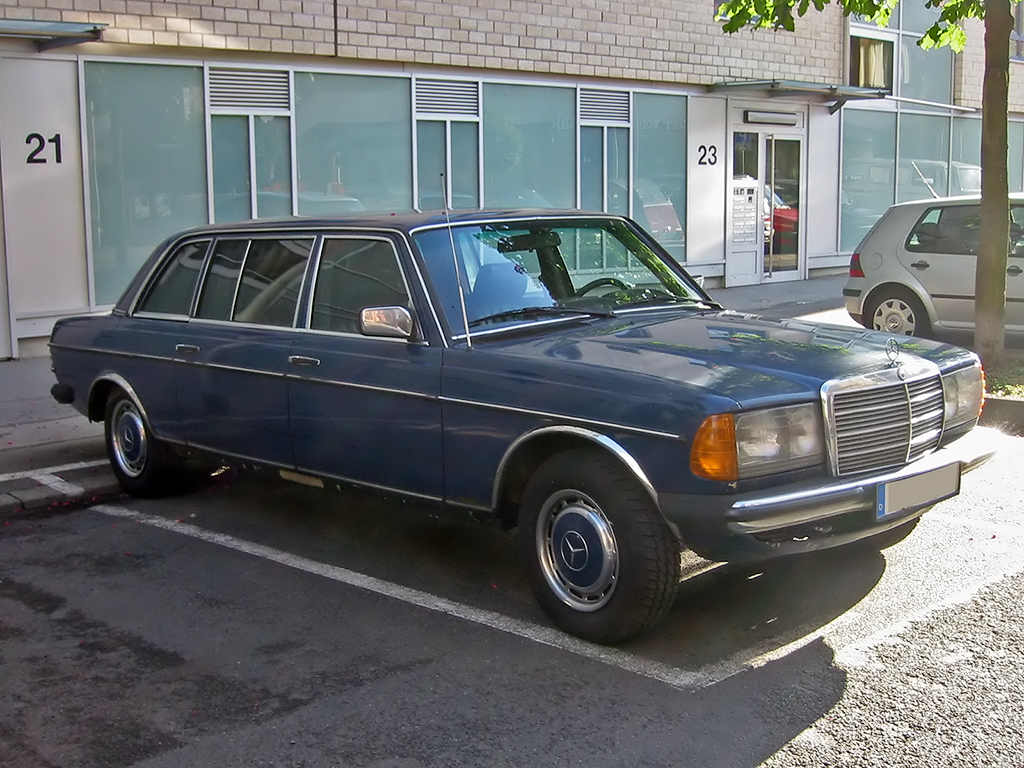
Limuzina lungă

### Versiunea lungă (V 123)
În august 1977, Mercedes-Benz a prezentat versiunea lungă a sedanului: V123 a avut un ampatament mărit cu 630 milimetri(3425 mm) decât sedanul W123 (2795 milimetri). Ușa din spate a fost pur și simplu sudată din partea anterioară a unei uși spate și partea din spate a unei uși față a sedanului.
Aceasta a oferit spațiu suficient pentru o a treia banchetă, și a făcut mașina să devină foarte potrivita ca taxi, mașină de serviciu sau autoturism de hotel pentru șapte pasageri.
Au fost oferite ca versiune lungă modelele 250, 240D și 300 D. În Orientul Mijlociu, aceste mașini sunt încă populare ca taxi.

### Coupe (C 123)
Prezentarea coupe-ului din seria 123 a avut loc în luna iunie 1977.
În timp ce seria coupe W115 s-a bazat stilistic pe sedan fiind foarte asemănătoare acesteia, noile modele 230 C, 230 CE, 280 C și 280 CE au fost în mod semnificativ independente fata de limuzina. Ampatamentul mai scurt cu 85 mm coroborat cu acoperișul coborât și aripile din față și din spate înclinate abrupt au oferit mașinii un aspect robust, sportiv.

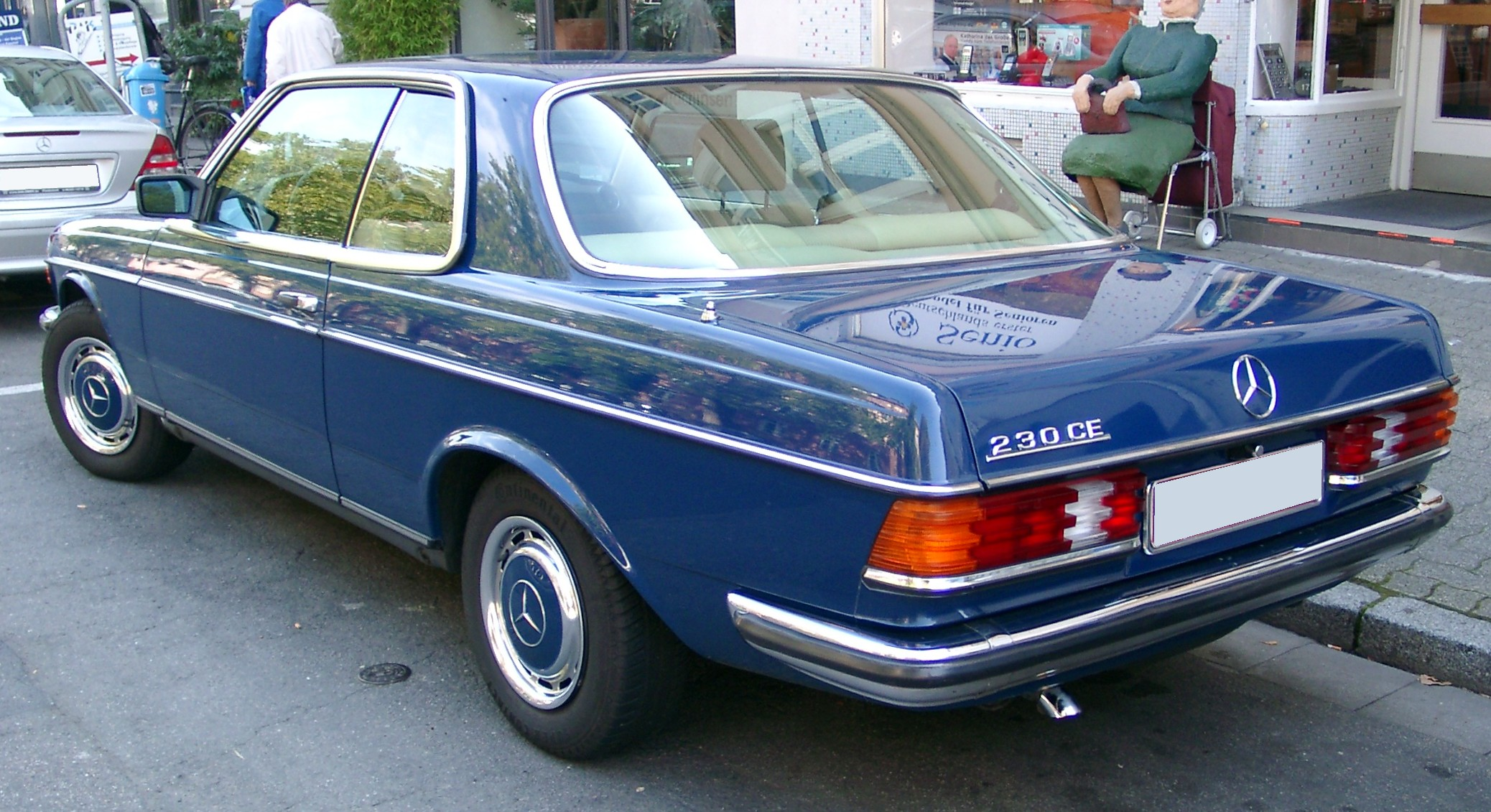
123-Coupé nu avea stâlp intermediar

Siguranța a fost îmbunătățită fata de coupe-urile din seriile anterioare: împreună cu zonele de deformare preluate de la sedan, structura ramei acoperișului întărita cu piloni de acoperiș și ușile consolidate, coupe-ul oferea celulei pasagerilor mai multa stabilitate si securitate. Motorizarea, suspensia si frânele au fost aceleași ca la sedan.
Ca si dotări, versiunile cu două uși s-au inspirat din versiunile de lux a modelelor cu patru uși de top 280 și 280 E. Acest lucru a însemnat ca toate cele trei variante de coupe au fost dotate cu faruri dreptunghiulare de bandă largă, crom la grila de admisie în fața parbrizului (până in 09/82) și benzi cromate sub nivelul stopurilor.

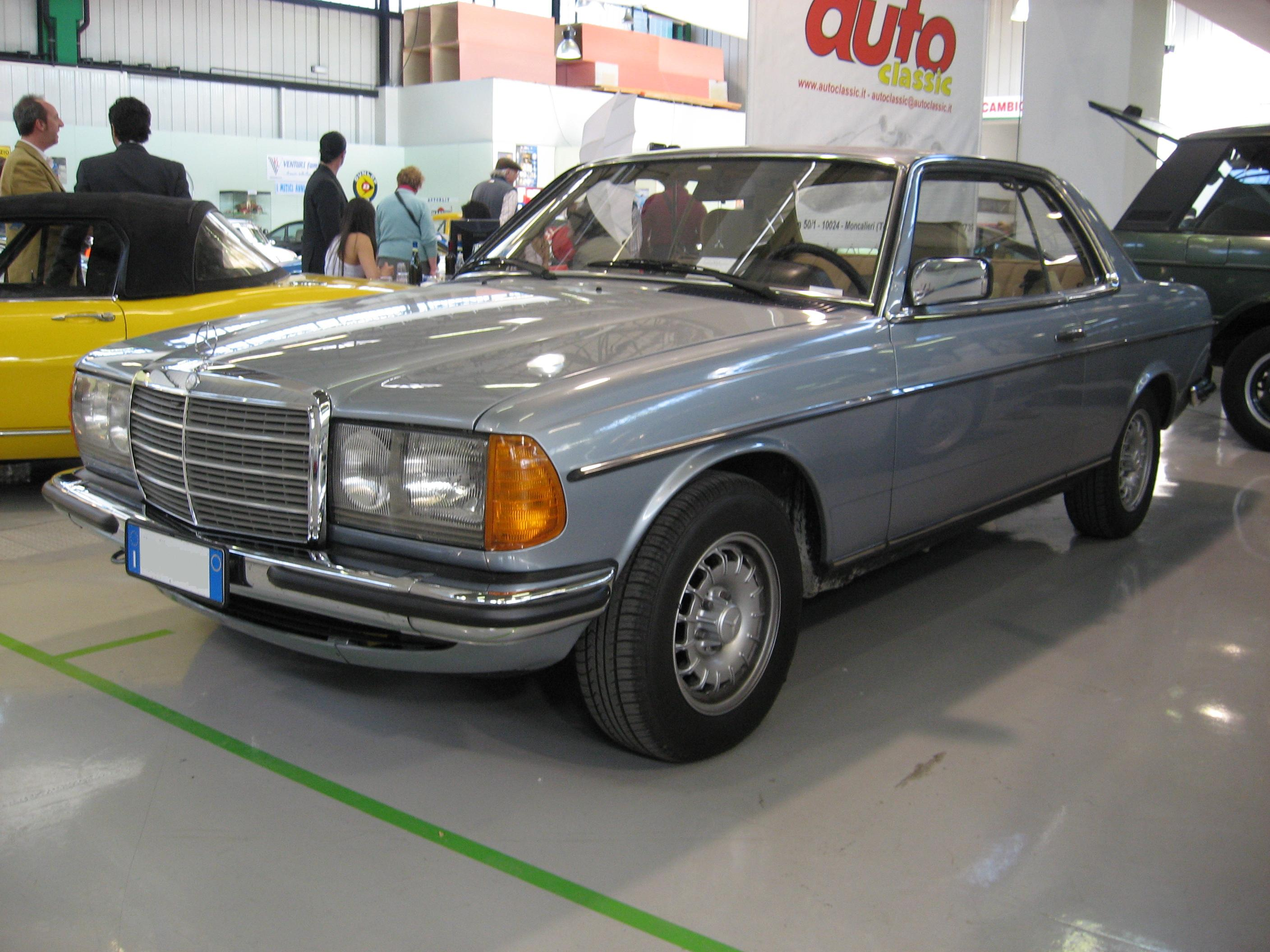
Dotare opțională (cu cost suplimentar), dar populară: Jantele "Barock" de la Fuchs

La primele modele tabloul de bord și consola centrală au fost finisate din „lemn fin de nuc", începând cu luna septembrie 1979, au fost folosite ornamente din lemn "Zebrano" In acest fel, actualizarea modelului în septembrie 1982 la coupe a fost mai puțin vizibila decât la sedan. De fapt, farurile dreptunghiulare de bandă largă, principala modificare a facelift-ului, au fost dintotdeauna dotare standard la coupe. Cel mai simplu mod de a recunoaște coupe-urile de după 1982 îl constituie lipsa crom la grila de admisie în fața parbrizului. Cu motorizările cu patru cilindri 230 C (109 PS/80 kW) și cele două versiuni cu șase cilindri 280 C (156 PS/115 kW) și 280 CE (177 PS/130 kW), coupe-urile au avut încă de la început trei motorizări pe benzina.
Deja în toamna anului 1977, a apărut 300CD (80 PS / 59 kW) și, astfel, un coupe diesel, dar a fost produsă exclusiv pentru piața din SUA. Ofensiva diesel a avut printre alte obiective, reducerea consumul mediu de combustibil (pentru consumul de flota) la toate modelele de autoturisme Mercedes-Benz pentru piața americană. Odată ce limitele pentru consumul flotelor de mașini a continuat sa scadă, 300CD-ul  a fost înlocuit în 1981 de 300 CD Turbodiesel. De asemenea, acest coupe cu putere de 92 kW nu a fost disponibil pentru piața europeană, dar a înlocuit în Statele Unite, modelul 280 CE.
230 C a fost înlocuit în 1980 cu 230 CE, al cărui motor nou, M 102 cu sistem de injecție de combustibil mecanic K-Jetronic oferea 100 kW.
În vara anului 1985 s-a încheiat producția de serie a C123. Un total de 99 884 de vehicule de acest tip a apărut din iunie 1977 pana in august 1985, din care 15 509 cu un motor diesel.

### Modelul T (S 123)

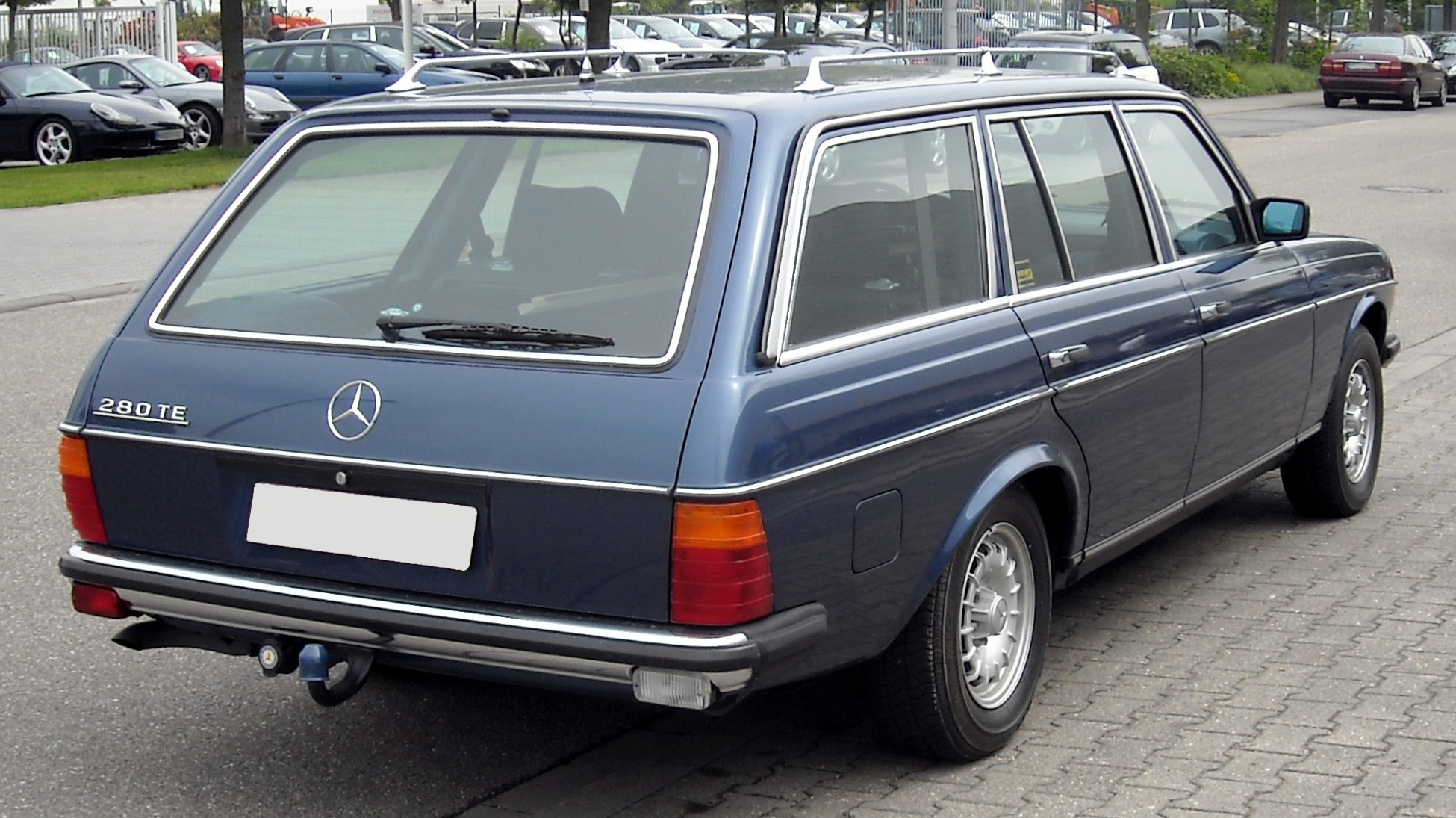
W 123 T a fost primul model Combi de la Mercedes-Benz care a purtat prescurtarea T

Intre 1966 și 1967 au fost oferite Mercedes 110 „Coada de rândunica” ca si combi din seria "Universal"; puținele bucati (sub 3000), au fost fabricate în Belgia la IMA sub licență Daimler si au rămas exemplare „exotice”. Alte combi-uri Mercedes, dricuri și ambulanțe au fost toate conversii ale companiilor de carosare, la fel a fost si pentru W 114/115, din care nu a existat niciodată un combi oficial de fabrica. Odată cu introducerea modelului T in seria 123, zece ani  mai târziu, combi-ul a revenit in programul oficial de fabricație al Mercedes.
Rezultatele cercetărilor de piață, care s-au derulat în timpul proiectării seriei 123, au arătat că există o cerere clară pentru o mașina sportiva, luxurioasa, cu cinci uși. Conducerea a dat undă verde pentru proiect în 1975. Noul Mercedes nu ar trebui să se numească „Combi”; de asemenea, numele utilizat anterior, pentru scurt timp "Universal" nu a fost acceptat. Inițial, s-a stabilit folosirea termenului de " Stationwagen ". În loc de "250 K" sau "250 U", pe hayonul variantei cu cinci uși si șase cilindri a fost folosita prescurtarea "250 St". In cele din urma s-a luat decizia folosirii prescurtării „T”: litera desemnând Turism si Transport. In cadrul expoziției automobilistice internaționale din 1977 modelele combi – denumite intern W 123 T – au fost prezentate publicului.
În luna aprilie 1978 a început producția de serie a modelului T (W 123 T) în fabrica din Bremen. Vehiculul corespunde din punct de vedere tehnic sedan-ului: cutia de viteze, frâne și suspensia ca și dimensiunile exterioare (lungime, lățime și ampatament) sunt identice acestuia. Hayonul înalt a făcut ca noul vehicul sa ofere un spațiu mai mult decât generos: chiar dacă scaunele standard sunt ocupate de șofer și pasageri, mașina oferă inca loc pentru 523 de litri capacitate de încărcare până la marginea ferestrei. Cu scaunele din spate rabatate compartimentul de bagaje oferă, până la marginea ferestrei, 879 de litri. Conceptul a oferit mai multe variante pentru interior. De exemplu, bancheta spate poate fi furnizata opțional cu diviziune asimetrica. In funcție de necesitați se puteau rabata, in acest caz, una sau doua treimi ale acesteia.
Modelul T a fost, la introducerea sa, primul reprezentant al așa numitului "Lifestyle - Combi", care s-a îndepărtat in mod voit de imaginea de "mașini pentru meseriași”. Interiorul era căptușit cu materiale de calitate superioară, pielea și velur-ul pentru husele scaunelor au fost disponibile inca de la început. Metalul neacoperit, care ar fi putut aminti de o mașina pentru livrări, a fost în mod constant evitat. Un sistem hidraulic standard de reglare a nivelului punții spate, asigura o călătorie confortabilă indiferent de greutatea sarcinii, care poate ajunge la Modelul T, cu 1500 de kilograme, pana la 45 la sută din greutatea mașinii. La cererea mașina putea fi echipata cu jante de 15 inch, arcuri și amortizoare imbunatatite și un amplificator mai puternic al forței de frânare. Astfel se putea creste sarcina utilă a modelului T de la standardul de 560 kg la 700 kg.
Alte opțiuni disponibile includ scaun pentru copii în compartimentul de marfă și șine pentru acoperiș cromate. Sinele pentru acoperiș au devenit standard deja în vara anului 1978. Toate modelele T-au fost dotate complet cu mocheta chiar și în portbagaj. Noua varianta de caroserie fost oferita inițial ca 230T, 250T și 280TE, precum și 240TD și 300 TD; in 1980 au fost introduse si 200T, 230 TE și 300 TD Turbodiesel. .
Pentru toate modelele jantele de aliaj au fost opționale; doar 280TE și 300 TD Turbo Diesel au avut pana in 1982 faruri pătrate. Barele de protecție in întregime din oțel nu au fost folosite niciodată la acest model.

### Vehicule speciale (F 123)

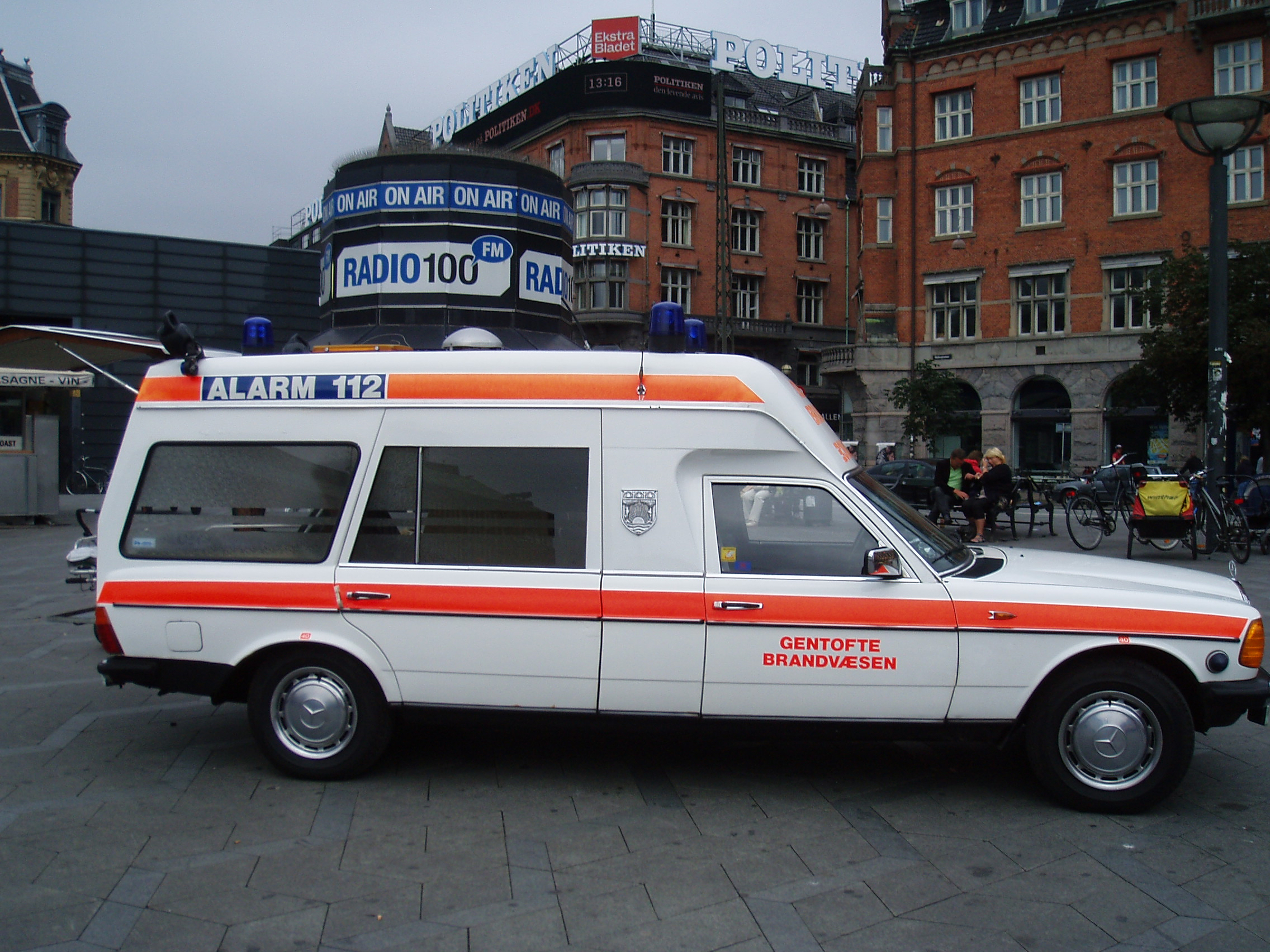
Carosare speciala Miesen: Ambulanta - mai inaltă si mai lungă

Seria 123 a servit adesea drept bază pentru diferite proiecte și recarosări. Pentru poliție, pompieri și salvare au fost modificate Sedan-uri si Combi-uri, dar au existat și ambulante recarosate de companii, cum ar fi Binz și Miesen. Pentru taxi Mercedes-Benz a oferit sedan-ul cu ampatament lung echipat din fabrică. Recarosări ca dricuri și conversii ca Pick-up sau cabrio au fost create exclusiv de firme de carosare externe.

### Motorizări alternative
Seria 123 a fost folosită în timpul construcției sale si ca obiect de testare pentru motoare alternative. Astfel, in 1983 Mercedes-Benz a prezentat un 280 TE cu motor pe apă ca model experimental. Un alt astfel de model a fost creat pe baza unui model T si prezenta un motor electric.
Ca model de serie se putea cumpăra, din 1982, un tip 200 cu motor bivalent, mașina era alimentată cu GPL sau benzină, soferul putea alege carburanții prin intermediul unui comutator.
Aceste mașini au avut pentru prima dată un rezervor special de gaz plat sub podeaua mașinii, fără influentele negative asupra spațiului din portbagaj pe care le aveau rezervoarele cilindrice obișnuite.

### Versiuni Tuning
Diferite versiuni Tuning au oferit în timpul construcției seriei 123 companii precum AMG, Brabus sau Lorinser. Îmbunătățirile au variat de la modificări optice ale caroseriei, vopsea, spoilere laterale, fuste și diferite jante din aliaj pană la modificări ale trenului de rulare prin coborârea caroseriei, amortizoare mai dure și schimbări ale înălțimii pe ambele axe. Performanța motoarelor de producție a putut fi mărită prin diferite modalități, mai multe companii au oferit chiar motoare proprii.

## Sport cu motor
Raliul Londra-Sydney din 1977 a fost pentru Daimler-Benz primul mare succes, după o pauză lungă, cu locul întâi câștigat cu un 280E (W 123); Mercedes-Benz oprise activitățile în sporturile cu motor în 1955 după accidentul din cursa de 24 de ore de la Le Mans.
Pentru restul activităților în 1978 a fost folosit 280 E. Vehiculele au fost în linii mari apropiate celor de serie și astfel corespundeau normelor. Au fost dotate cu faruri suplimentare de ceață, grile la faruri, caroserie mai ridicată, scaune de concurs, cușcă de protecție, pompe de combustibil suplimentare și „Tripmaster”. Echipa a evoluat sub conducerea lui Erich Waxenberger.
Prima provocare a fost "Vuelta a la Americana Sud", un raliu mamut de aproape 30.000 de kilometri lungime, prin zece țări ale Americii de Sud, din 17 August până în 24 septembrie 1978. Primele cinci locuri au fost ocupate de Mercedes-Benz,dintre care, locurile trei și cinci cu 280 E.
In 1979 a avut loc Safariul Est African, din 12 până în 16 aprilie, unde 280 E a ocupat locul patru.

## Tehnică și inovație
123 a fost o serie care s-a inspirat din punct de vedere tehnic, atât de la predecesorul direct (114 W / W 115) cât și de la S-Classe din 1972 (W 116). Din seria W115, noul model a preluat, în special, motoarele, care, în afară de modificări în chiulasă, au rămas în mare parte neschimbate. Singura dezvoltare cu adevărat nouă a fost motorul de 2.5-litri cu șase cilindri M 123, la modelul 250; la motoarele diesel, a fost creat în 1980 un motor de 3 litri turbo diesel bazat pe OM 617.
De la clasa "S" a fost preluată printre altele și axa de față cu brațe duble ,inferior și superior.
Axele de pivotare (învârtire) ale roților față au fost astfel concepute ,încât prelungirea liniei imaginare de învârtire a roților coincide cu suprafața de contact a anvelopelor.
Această construcție neutrală (raza de rulare a anvelopei la virare este egală cu zero) avea ca scop oprirea efectului de deplasare a roților spre interior sau spre  exterior, în timpul frânării. 
Prin introducerea axei de față cu brațe duble pivotante radial s-a renunțat la axa de față unitară, portantă a motorului și cutiei de viteze, care a fost introdusă în 1953 pe primele modele de Mercedes Ponton. Axa de spate diagonal pendulară a fost preluată de la modelele W114-115 pe care a fost apreciată.

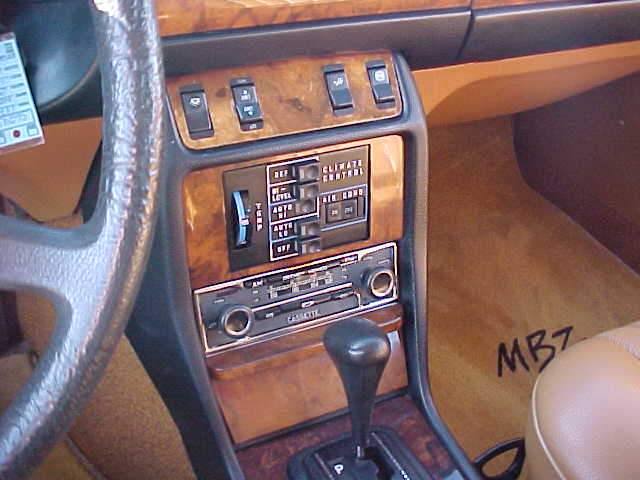
Interior cu varianta inițială de climă; Model US, ușor de recunoscut după butonul aflat pe consola mijlocie (al doilea din stanga) care acționează antena semiautomată care nu s-a livrat in Europa

Siguranța pasagerilor este asigurată, în special, de combinația între o celulă de pasageri considerabil mai rigidă comparativ cu modelul anterior, și respectiv, zone tampon mărite în față și spate concepute pentru a se deforma controlat în cazul unei coliziuni pentru absorbi energia de impact semnificativ mai mult față de modelele anterioare. 
Zona centrală a caroseriei, așa-numita celulă de siguranță (brevetată în 1951 de Béla Barényi ca "celulă de pasageri rigidă înconjurată de zone de deformare în față și spate"), a avut și stabilitate marită, prin includerea de profile închise și întărite în rama acoperișului și a celor șase piloni acoperiș. De o mai bună protecție împotriva impactului lateral erau responsabile barele întărite prevăzute în interiorul ușilor.

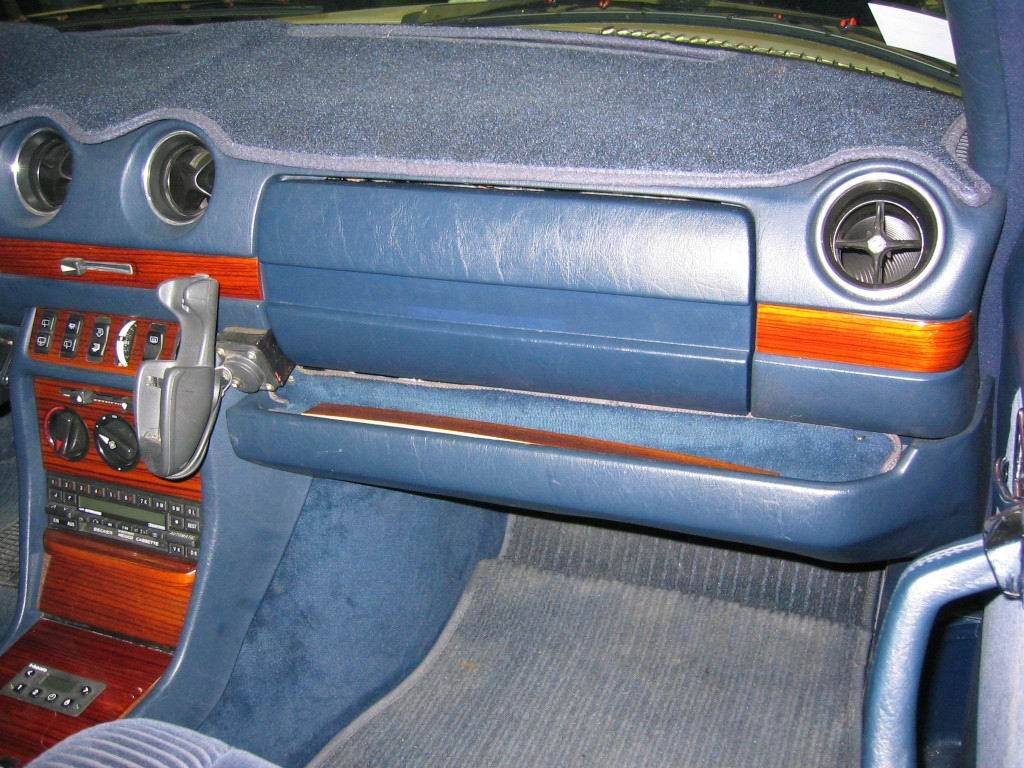
Disponibil doar opțional și vândut în număr foarte redus: Airbag pasager dreapta în 123

Din 1980 respectiv, 1982 au fost disponibile, ca opționale foarte scumpe, noile sistemele anti-blocare la frânare (ABS) și airbag. La cerere, Daimler-Benz AG dotează în prima jumătate a anilor 1980, seria 123 cu primul airbag pasager (dreapta) pirotehnic (doar în conjuncție cu airbagul la șofer). Oficial, airbag-ul pentru pasager,a fost oferit opțional, doar în 1985 pentru modelul Mercedes S-Class (126) și la scurt timp după aceea, în noua clasă E, seria Mercedes-Benz 124.

## Motorizări
Ca motorizări există atât motoare pe benzină - (Modelele 200,230,230E,250,280 și 280E; modelele E au avut injecție de combustibil, cu 94 până la 185 de cai putere); cât și motoare diesel deja cunoscute din seria anterioară OM 615, OM 616 și OM 617 (200D,220D ,240D,300D, 300 D Turbo Diesel ) cu 55 până la 125 CP.
La început motorul cu patru cilindri  M115 a fost preluat din seriile anterioare W 114/115; modelul 250, omonim cu predecesorul său, cu șase cilindri a fost înlocuit la sfârșitul anului 1984, de către M123, de capacitate mărită, creat prin îmbunătătirea motorului M180 de pe W114.
În aprilie 1980, pentru 200 si 230 cu 94 respectiv, 109 CP a devenit disponibil motorul cu patru cilindri pe benzină de tip  M102 cu 109 respectiv, 136 CP care înlocuiește, la modelele 200 si230E, predecesorul motor M115, acum învechit și ineficient, bazat pe un design din anii '50. Astfel s-a ajuns din nou la nivelul concurenței, și 230E a fost motorul pe benzină cel mai de succes din această serie.

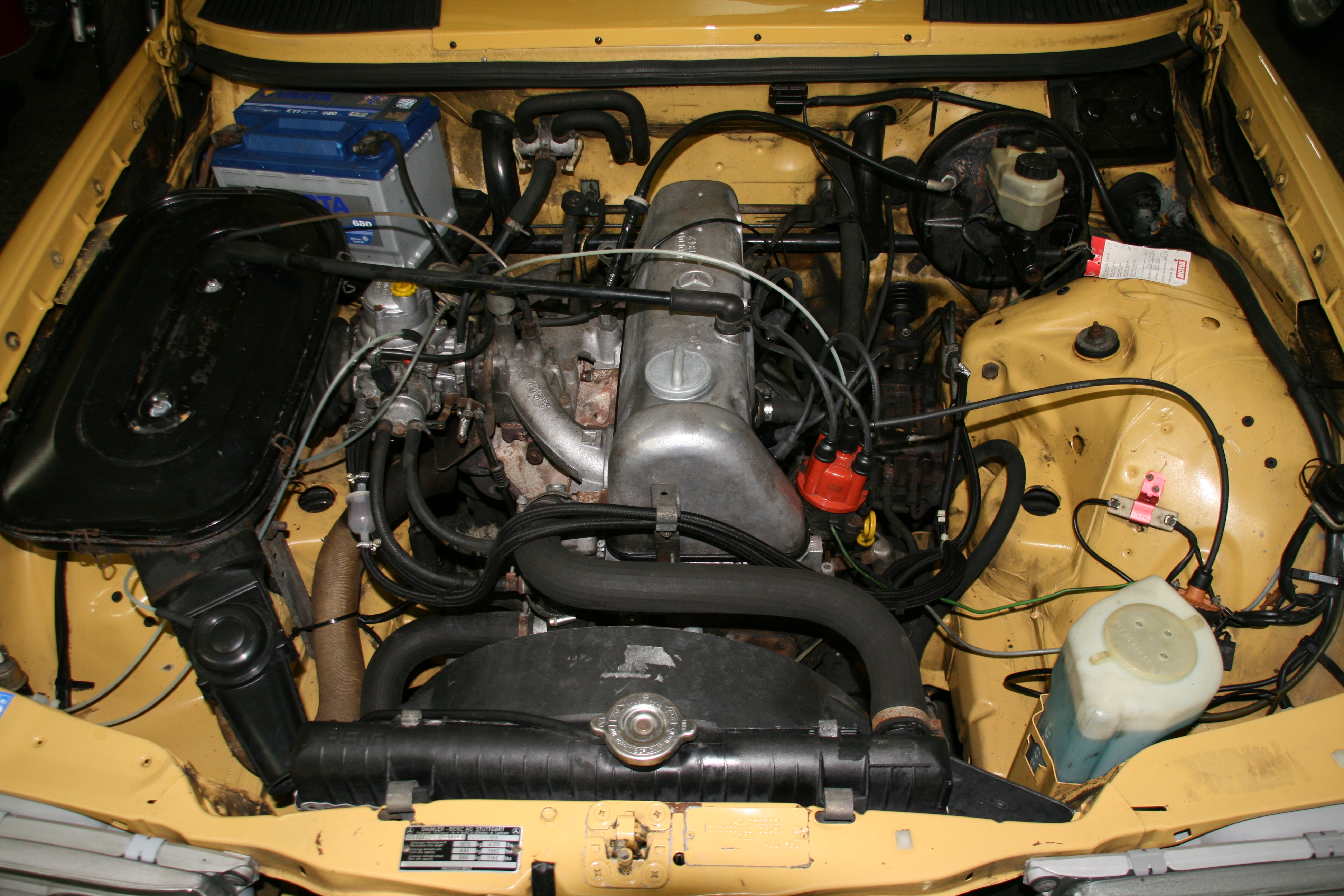
Motorul pe benzina M115 din prima serie
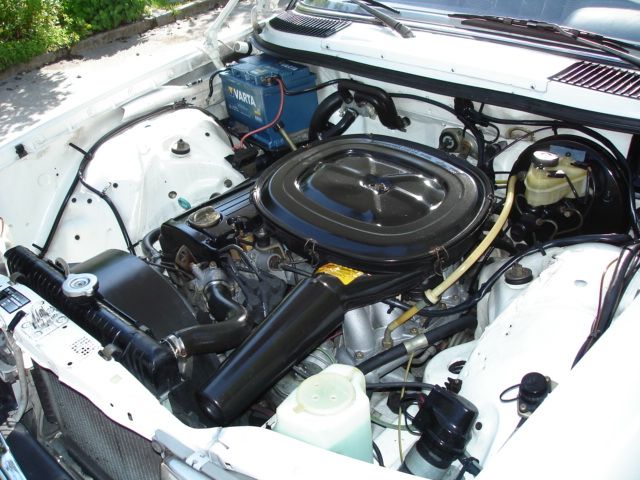
M 102 disponibil din 1980
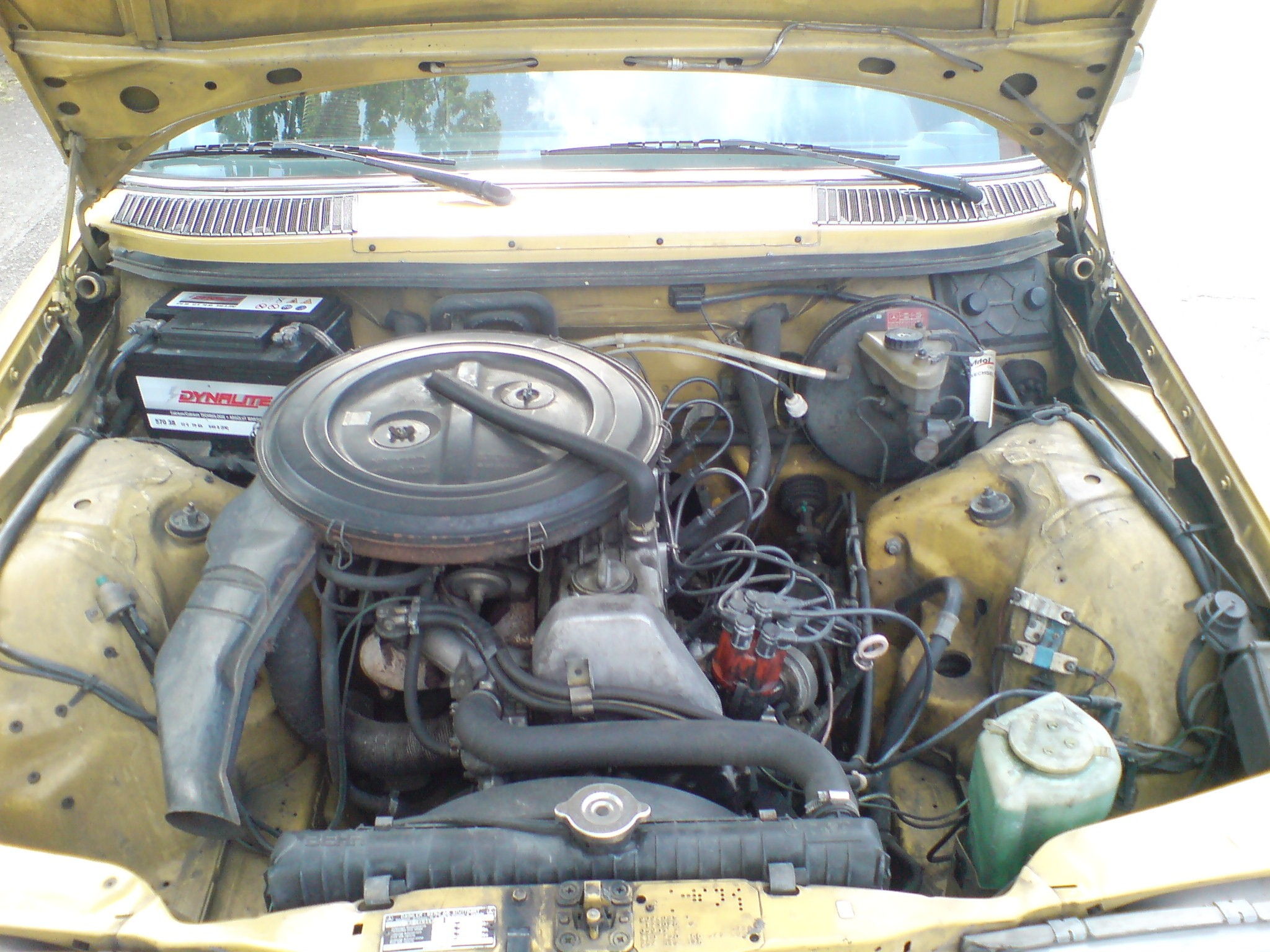
Inovatie M 123
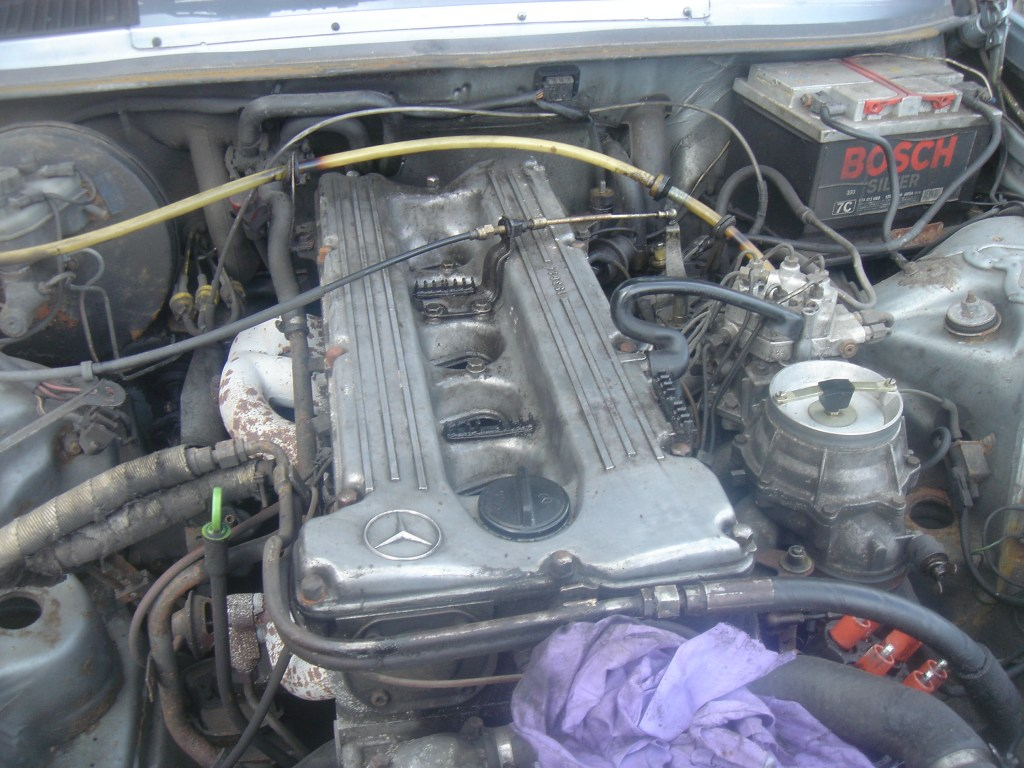
Cunoscut din W115, S-Klasse si SL: M110
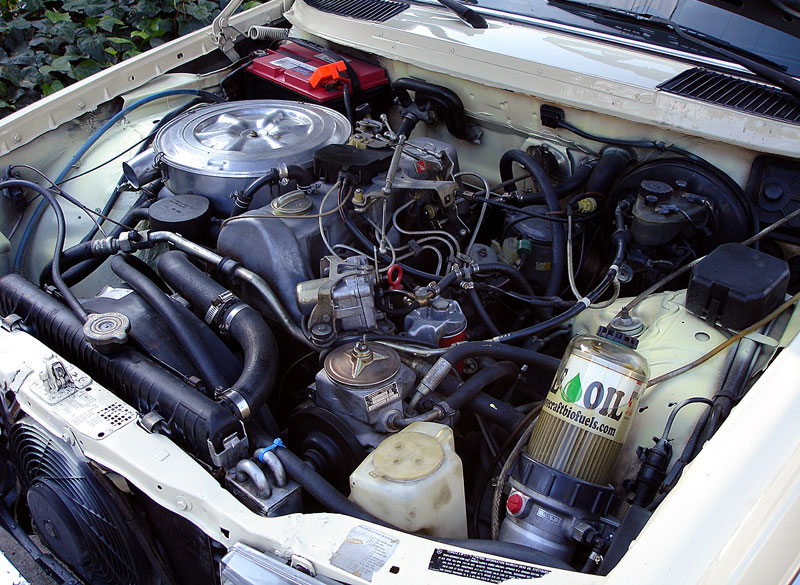
Primul motor diesel in 5 cilindrii: OM617

În SUA, turbodiesel-ul a fost introdus și în S-Class cu scopul de a îmbunătăți consumul de flotă prescris. În plus, a fost de asemenea oferit, modelul coupe din seria W123 cu motor diesel 300CD (inițial 80, ulterior 88 CP) sau 300CD Turbodiesel (initial cu 123, ulterior 125 CP) , precum și transmisie automată standard și optionale de lux (inclusiv climă automatică).
În Europa, gama de motoare pentru modelele C 123 a fost limitată inițial la 230C, 280C și 280CE, din 1980 230CE și 280CE.
La motoarele diesel, din 1980, a fost retras 220D , 200D oferea deja tot 60 CP; 240D oferea acum 72 CP în loc de 65 CP, și 300D a câștigat in putere de la 80 la 88 CP. De atunci, toate motoarele diesel, pornesc ca si cele pe benzină, fostul sistem folosit la diesel cu patru cilindri cu bujii cu pre-incalzire la care era nevoie să tragi de butonul de start a fost retras.

### Date tehnice motorizari pe benzina
| Motor:               | M 115                                                      | M 115                                                      | M 102                                                      | M 102                                                      | M 123                                                       | M 110 |
| -------------------- | ---------------------------------------------------------- | ---------------------------------------------------------- | ---------------------------------------------------------- | ---------------------------------------------------------- | ----------------------------------------------------------- | --- |
| An fabricatie:       | 1976–1980                                                  | 1976–1980                                                  | 1980–1985                                                  | 1980–1985                                                  | 1976–1985                                                   | 1976–1985 |
| Constructie:         | Motoare in patru cilindri, un arbore cu came superior(OHC) | Motoare in patru cilindri, un arbore cu came superior(OHC) | Motoare in patru cilindri, un arbore cu came superior(OHC) | Motoare in patru cilindri, un arbore cu came superior(OHC) | Motoare in sase cilindri un arbore cu came superior(OHC)    | Motoare in sase cilindri doi arbori cu came superiori(DOHC) |
| Capacitate:          | 1988 cm3                                                   | 2307 cm3                                                   | 1997 cm3                                                   | 2299 cm3                                                   | 2525 cm3                                                    | 2746 cm3 |
| Pregatire amestec:   | Carburator Stromberg Tip 175CDTU                           | Carburator Stromberg Tip 175CDTU                           | Carburator Stromberg Tip 175CDT                            | Injectie mecanica(Bosch K-Jetronic)                        | Carburator dublu Tip Solex 4A1                              | Carburator dublu Tip Solex 4A1 (280, 280 C) respectiv Injectie mecanica Bosch K-Jetronic (280 E, TE, CE) |
| Putere max.:         | 94 PS la 4800/min                                          | 109 PS la 4800/min                                         | 109 PS la 5200/min                                         | 136 PS la 5100/min                                         | 1976–1980: 129 PS la 5500/min 1980–1985: 140 PS la 5500/min | Versiune cu carburator 1975–1977: 156 PS la 5500/min Versiune cu carburator 1977–1980: 165 PS la 5500/min Versiune cu injectie 1975–1980: 177 PS la 6000/min Versiune cu injectie 1980–1985: 185 PS la 5800/min |
| Denumire comerciala: | 200                                                        | 230, 230 T 230 C                                           | 200, 200 T                                                 | 230 E, 230 TE 230 CE                                       | 250, 250 T                                                  | 280, 280 C 280 E, 280 TE, 280 CE |

### Date tehnice motorizari diesel
| Motor:               | OM 615                                                                    | OM 615                                                | OM 616                                                                    | OM 617                                                                    | OM 617                                                                                      |
| -------------------- | ------------------------------------------------------------------------- | ----------------------------------------------------- | ------------------------------------------------------------------------- | ------------------------------------------------------------------------- | ------------------------------------------------------------------------------------------- |
| An fabricatie:       | 1976–1985                                                                 | 1976–1985                                             | 1976–1985                                                                 | 1976–1985                                                                 | 1976–1985                                                                                   |
| Constructie:         | Motoare in patru cilindri, arbore cu cama in chiulasa                     | Motoare in patru cilindri, arbore cu cama in chiulasa | Motoare in patru cilindri, arbore cu cama in chiulasa                     | Motoare in cinci cilindri, arbore cu cama in chiulasa                     | Motoare in cinci cilindri, arbore cu cama in chiulasa                                       |
| Capacitate:          | 1988 cm3                                                                  | 2197 cm3                                              | 2399 cm3                                                                  | 3005 cm3; din 08.1978: 2998 cm3                                           | 3005 cm3; din 08.1978: 2998 cm3                                                             |
| Pregatire amestec:   | Pompa injectie Diesel Bosch                                               | Pompa injectie Diesel Bosch                           | Pompa injectie Diesel Bosch                                               | Pompa injectie Diesel Bosch                                               | Pompa injectie Diesel Bosch cu Turbo                                                        |
| max. Putere:         | 1976–1979: 40 kW (55 PS) la 4200/min 1979–1985: 44 kW (60 PS) la 4400/min | 44 kW (60 PS) la 4400/min                             | 1976–1978: 48 kW (65 PS) la 4200/min 1978–1985: 53 kW (72 PS) la 4400/min | 1976–1980: 59 kW (80 PS) la 4000/min 1980–1985: 65 kW (88 PS) la 4400/min | 1980–1982: 89 kW (121 PS) la 4350/min (Turbo) 1982–1986: 92 kW (125 PS) la 4350/min (Turbo) |
| Cuplu maxim:         | 113 Nm la 2400/min                                                        | 126 Nm la 2400/min                                    | 137 Nm la 2400/Nm                                                         | 172 Nm la 2400 /min                                                       | 230 Nm la 2400/min; din 10.1982: 250 Nm la 2400/min                                         |
| Denumire comerciala: | 200 D                                                                     | 220 D                                                 | 240 D, 240 TD                                                             | 300 D, 300 TD, (USA: 300 CD)                                              | (USA: 300 D Turbo, 300 TD Turbo, 300 CD Turbo)                                              |

### Siguranta

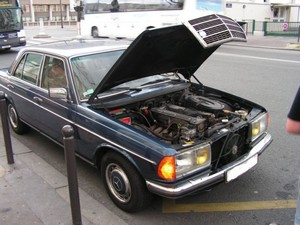
O poza rara a unui alergator de cursa lunga: W 123 in pana pe marginea drumului

Statistica ADAC referitoare la avarii a stabilit ca seria 123 era lider in clasa lui prin numarul redus de pane. In 1982 s-a stabilit, ca parte a unui studiu intre cititorii revistei Auto Motor und Sport, ca in cazul modelului 200D se ajungea la un kilometraj mediu de 852777 km pana la prima reparatie. Si printre taxiuri seria 123 a fost lider incontestabil de piata, mai ales ca firmele de taxi primeau pentru masinile noi un discount de 15-20% o practica neobisnuita la acea data.
Prin grija proprietarilor și trecerea frecventă la generația următoare la această zi sunt în continuare in circulatie aproximativ 200.000 de exemplare, pe drumurile din Germania și în altă parte. În special în Orientul Mijlociu și Africa, mai ales modelele diesel sunt încă în uz, deși de multe ori caroseria este intr-o stare nu tocmai buna.
La scurt timp după introducerea modelului succesor 124 soferii de taxi s-au răzvrătit și au protestat chiar, in fata sediul Daimler-Benz din Stuttgart, pentru diversele probleme de calitate ale acestora la lansare.

## Seria 123 astăzi

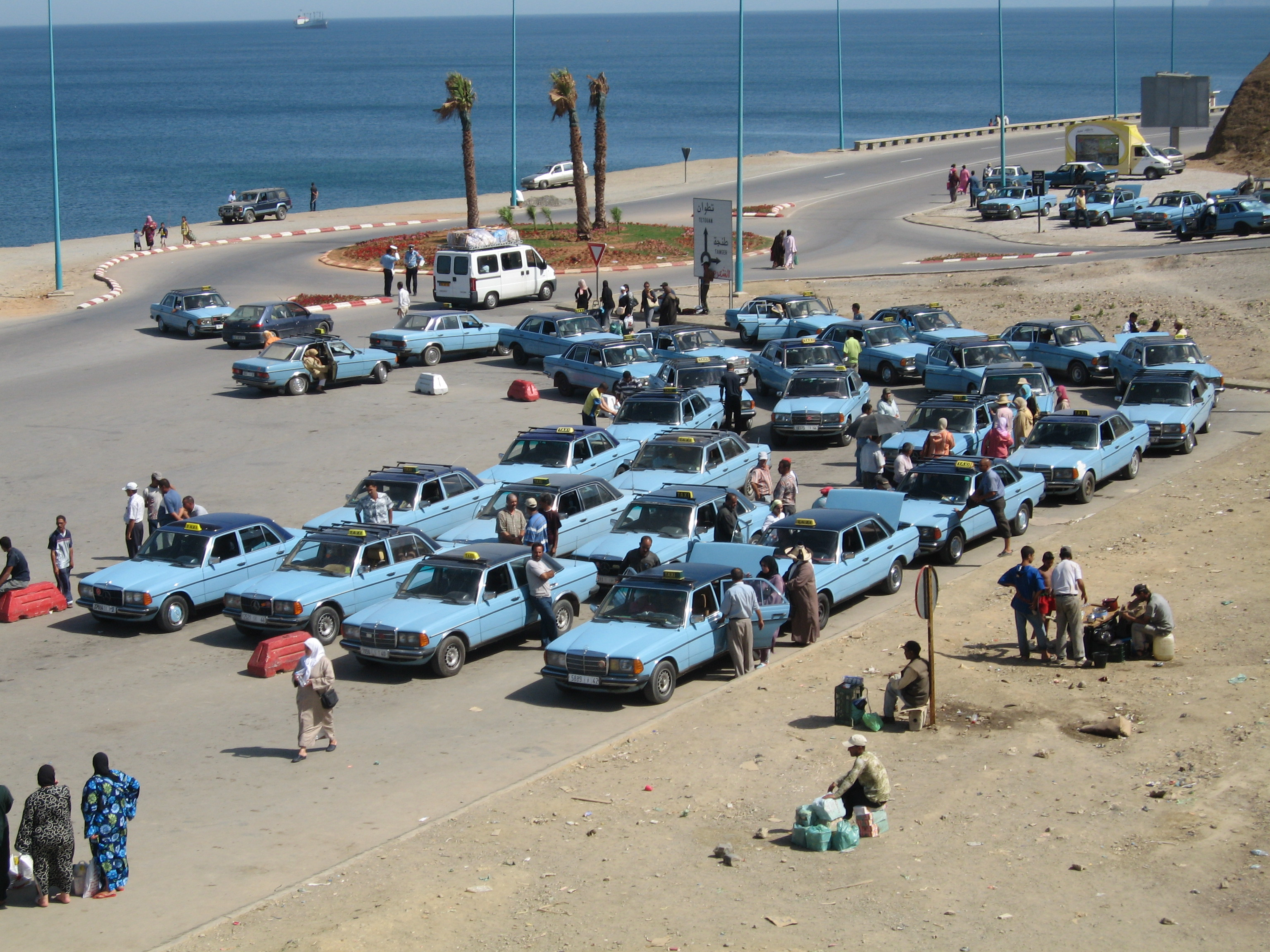
In multe tari W123 face inca parte din peisajul rutier zilnic, aici o intalnire a taximetristilor in Maroc

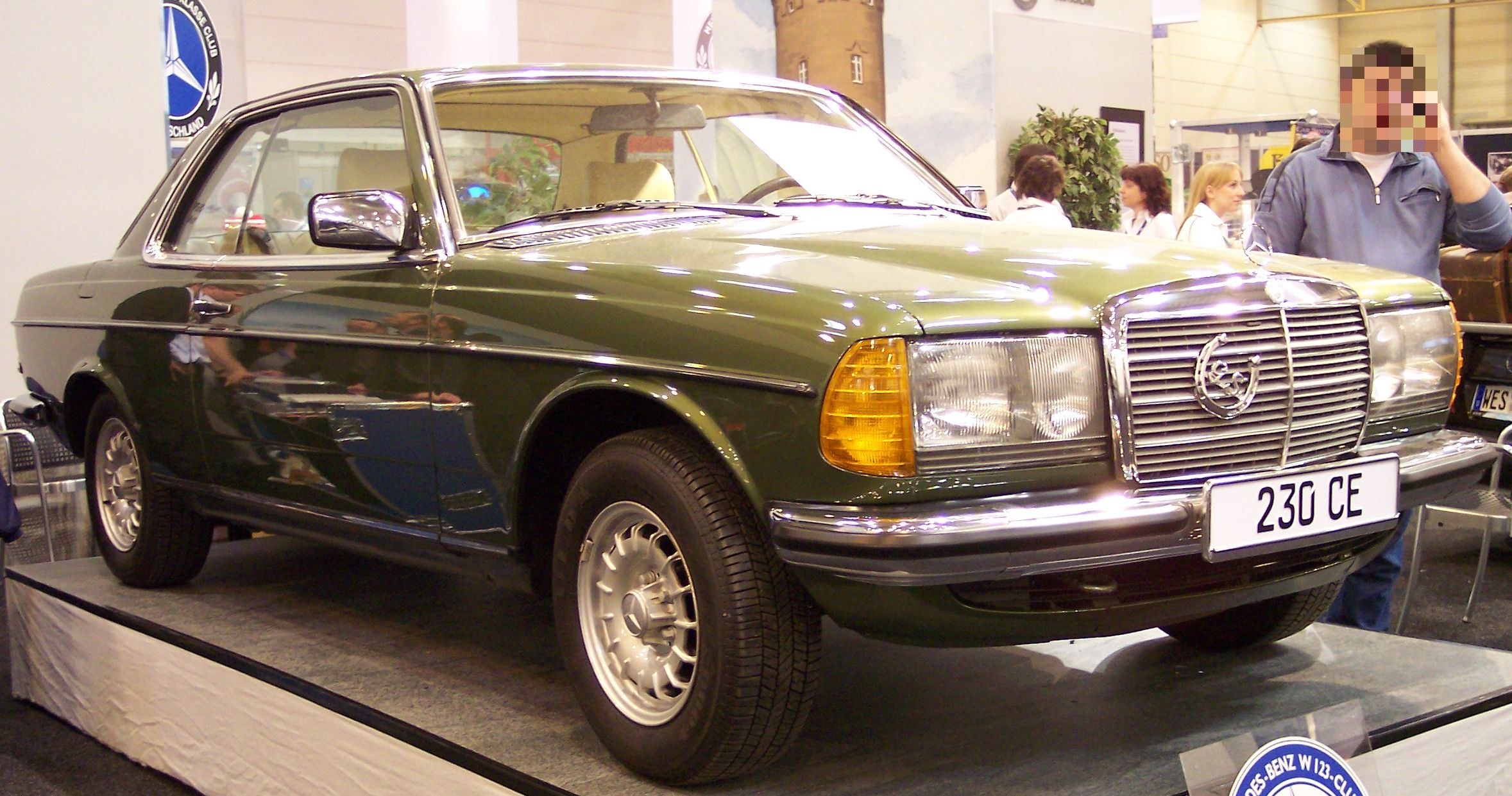
In Germania primele exemplare sunt deja expuse in muzee automobilistice sau sunt prezentate la expozitii.

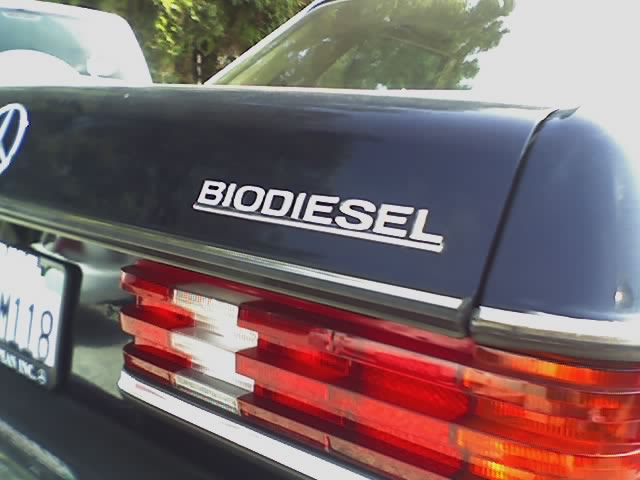
Motoarele diesel pot folosi astăzi Biodiesel, dar și ulei vegetal.

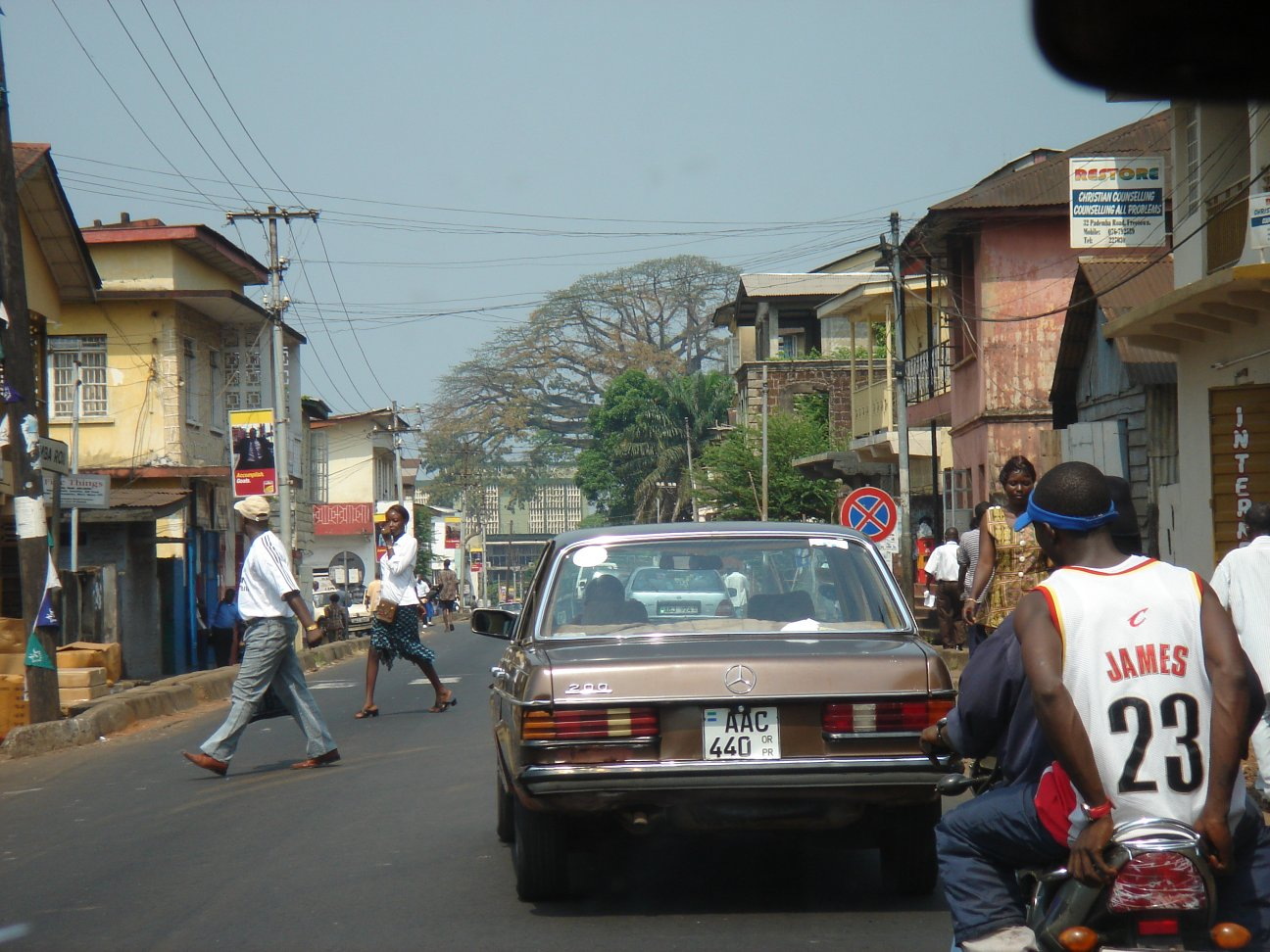
Un W 123 exportat in Freetown, Sierra Leone

### Generalități
Vehiculele îmbătrânite au plecat, în trecut, în număr mare pe piețele de export, cele care se mai găsesc astăzi în circulație în Europa, sunt, în general, în stare bună fiind întreținute de iubitori ai seriei. Seria 123 este deja considerată, în unele țări ca "masină clasică". Un număr mare de vehicule produse și care au supraviețuit, în combinație cu disponibilitatea pieselor de schimb de la producător au făcut ca un număr mare de vehicule să poată supraviețui în mâna iubitorilor. Forma clasică - stilul caroseriei, cu bare de protecție cromate pe de o parte, tehnologia modernă (în special siguranța pasivă), și valoarea practică pe de altă parte reprezintă pentru mulți fani ai acestei serii o combinație încântătoare.
Doar consumul, la motoarele pe benzină, rareori sub 10 litri la 100 km, se dovedește a fi problematic. Situația prețurilor pentru seria 123 este determinată, astăzi, în primul rând de starea caroseriei, kilometraj și dotări; în general, limuzinele sunt mai ieftine. Pentru vehiculele care nu sunt în stare originală, prețul suportă reduceri semnificative.

### Norme de poluare
Modelele din seria 123 au fost livrate, în afara unui un contingent foarte redus, fără catalizator. Modelele pe benzină au fost, cu toate acestea, echipate ulterior cu un catalizator cu trei căi disponibil pentru toate modelele. Acest lucru face ca aceste vehicule să corespundă fără probleme normelor de poluare. Sistemele pentru motoarele pe benzină, care sunt înregistrate pe baza unei omologări unice, sunt des întâlnite. Astfel e greu de stabilit dacă vehiculele în circulație sunt clasificate ca nivel scăzut de emisii Euro 1, Euro 2 sau D 3.
De asemenea, pentru modelele diesel este disponibil acum un filtru de particule care face ca autovehiculul să poată fi încadrat in standardele Euro-2. Pentru modelele diesel cu schimbător pe volan este disponibil un sistem de catalizare cu Euro-2 prin oxidare și un filtru de particule cu permis de operare general (omologare generală-ABE).
Vehicule încadrate ca istorice în Germania, (în România aceasta încadrare nu este încă posibilă la decembrie 2011), cu o vârstă minimă de 30 de ani sunt exceptate de la controlul noxelor.

## Tabele pe model, date tehnice și unități produse
Un total de 2.696.915 de vehicule din seria 123 au fost produse. Dintre acestea, limuzinele cu 2.375.440 de unități produse reprezintă marea majoritate. Din noul model T (combi) au fost livrate 199.517 de unități, coupe 99.884, 13.700 sedan cu ampatament lung și 8.373 unități cu carosări speciale.
În jurul valorii de 1,080,000 masini, sau aproximativ jumătate din toate 123. au fost livrate, chiar și ca vehicule noi, la export. Ulterior, o mare parte din mașinile din Germania folosite, au fost vândute în Europa de Est, Orientul Mijlociu și Africa.
| Model                   | Serie motor    | Motor                   | Capacitate (cm³) | Cilindree      | Pregătire amestesc                   | Putere (PS/min−1) | Cuplu (Nm/min−1) | Greutate       | Viteză maximă (km/h) | Accelerație, 0–100 km/h in s | Consum mediu (l/100 km) | Interval fabricație | Unități produse |
| Modele benzină          | Modele benzină | Modele benzină          | Modele benzină   | Modele benzină | Modele benzină                       | Modele benzină    | Modele benzină   | Modele benzină | Modele benzină       | Modele benzină               | Modele benzină          | Modele benzină      | Modele benzină  |
| ----------------------- | -------------- | ----------------------- | ---------------- | -------------- | ------------------------------------ | ----------------- | ---------------- | -------------- | -------------------- | ---------------------------- | ----------------------- | ------------------- | --------------- |
| 200                     | 123.020        | M 115 V 20 (115.938)    | 1988             | 4              | Carburator                           | 94/4800           | 158/3000         | 1.340          | 160                  | 15,2                         | 12,3                    | 02/76–08/80         | 158.772         |
| 200                     | 123.220        | M 102 V 20 (102.920)    | 1997             | 4              | Carburator                           | 109/5200          | 170/3000         | 1.350          | 168                  | 14,4                         | 10,2                    | 09/80–11/85         | 217.315         |
| 230                     | 123.023        | M 115 V 23 (115.954)    | 2307             | 4              | Carburator                           | 109/4800          | 186/2500         | 1.350          | 170                  | 13,7                         | 12,2                    | 02/76–08/80         | 196.185         |
| 230 E                   | 123.223        | M 102 E 23 (102.980)    | 2299             | 4              | Bosch K-Jetronic                     | 136/5100          | 205/3500         | 1.360          | 180                  | 11,5                         | 10,4                    | 07/80–11/85         | 245.876         |
| 250                     | 123.026        | M 123 V 25 (123.920)    | 2525             | 6              | Carburator                           | 129/5500          | 196/3500         | 1.410          | 185                  | 11,3                         | 12,8                    | 04/76–08/79         | 117.684         |
| 250                     | 123.026        | M 123 V 25 (123.921)    | 2525             | 6              | Carburator                           | 140/5500          | 200/3500         | 1.410          | 185                  | 11,3                         | 12,8                    | 09/79–09/81         | 117.684         |
| 250                     | 123.026        | M 123 V 25 (123.921)    | 2525             | 6              | Carburator                           | 140/5500          | 200/3500         | 1.410          | 185                  | 11,3                         | 11,7                    | 10/81–12/85         | 117.684         |
| 280                     | 123.030        | M 110 V 28 (110.923)    | 2746             | 6              | Carburator                           | 156/5500          | 223/4000         | 1.455          | 190                  | 10,6                         | 13,8                    | 12/75–07/81         | 33.206          |
| 280 E                   | 123.033        | M 110 E 28 (110.984)    | 2746             | 6              | Bosch K-Jetronic                     | 177/6000          | 234/4500         | 1.475          | 200                  | 9,9                          | 13,3                    | 12/75–03/78         | 126.004         |
| 280 E                   | 123.033        | M 110 E 28 (110.988)    | 2746             | 6              | Bosch K-Jetronic                     | 185/5800          | 240/4500         | 1.475          | 200                  | 9,9                          | 13,3                    | 04/78–09/81         | 126.004         |
| 280 E                   | 123.033        | M 110 E 28 (110.988)    | 2746             | 6              | Bosch K-Jetronic                     | 185/5800          | 240/4500         | 1.475          | 200                  | 9,9                          | 12                      | 10/81–12/85         | 126.004         |
| Modele diesel           |                |                         |                  |                |                                      |                   |                  |                |                      |                              |                         |                     |                 |
| 200 D                   | 123.120        | OM 615 D 20 (615.940)   | 1988             | 4              | Pompa injectie Diesel Bosch          | 55/4200           | 113/2400         | 1.390          | 130                  | 31                           | 8,9                     | 02/76–01/79         | 378.138         |
| 200 D                   | 123.120        | OM 615 D 20 (615.940)   | 1988             | 4              | Pompa injectie Diesel Bosch          | 60/4400           | 113/2500         | 1.390          | 135                  | 27,4                         | 8,9                     | 02/79–04/85         | 378.138         |
| 220 D                   | 123.126        | OM 615 D 22 (615.941)   | 2197             | 4              | Pompa injectie Diesel Bosch          | 60/4200           | 126/2400         | 1.380          | 135                  | 28,1                         | 9                       | 02/76–03/79         | 56.736          |
| 240 D                   | 123.123        | OM 616 D 24 (616.916)   | 2404             | 4              | Pompa injectie Diesel Bosch          | 65/4200           | 137/2400         | 1.395          | 138                  | 24,6                         | 9,3                     | 02/76–07/78         | 449.780         |
| 240 D                   | 123.123        | OM 616 D 24 (616.912)   | 2399             | 4              | Pompa injectie Diesel Bosch          | 72/4400           | 137/2400         | 1.395          | 143                  | 22                           | 9,3                     | 08/78–09/81         | 449.780         |
| 240 D                   | 123.123        | OM 616 D 24 (616.912)   | 2399             | 4              | Pompa injectie Diesel Bosch          | 72/4400           | 137/2400         | 1.395          | 143                  | 22                           | 8,9                     | 10/81–11/85         | 449.780         |
| 300 D                   | 123.130        | OM 617 D 30 (617.912)   | 3005             | 5              | Pompa injectie Diesel Bosch          | 80/4000           | 172/2400         | 1.450          | 148                  | 19,9                         | 9,9                     | 02/76–08/79         | 324.718         |
| 300 D                   | 123.130        | OM 617 D 30 (617.912)   | 2998             | 5              | Pompa injectie Diesel Bosch          | 88/4400           | 172/2400         | 1.450          | 155                  | 17,8                         | 9,9                     | 09/79–09/81         | 324.718         |
| 300 D                   | 123.130        | OM 617 D 30 (617.912)   | 2998             | 5              | Pompa injectie Diesel Bosch          | 88/4400           | 172/2400         | 1.450          | 155                  | 17,8                         | 9,3                     | 10/81–11/85         | 324.718         |
| 300 D Turbodiesel (USA) | 123.133        | OM 617 D 30 A (617.952) | 2998             | 5              | Pompa injectie Diesel Bosch si Turbo | 121/4350          | 230/2400         | 1.625          | 165                  | 14,0                         | 9,9                     | 08/81–09/82         | 75.261          |
| 300 D Turbodiesel (USA) | 123.133        | OM 617 D 30 A (617.952) | 2998             | 5              | Pompa injectie Diesel Bosch si Turbo | 125/4350          | 250/2400         | 1.625          | 170                  | 14,0                         | 9,9                     | 10/82–08/85         | 75.261          |

| Model              | Serie motor    | Motor                  | Capacitate (cm³) | Cilindree      | Pregătire amestesc                   | Putere (PS/min−1) | Cuplu (Nm/min−1) | Greutate       | Viteză maximă (km/h) | Accelerație, 0–100 km/h in s | Consum mediu (l/100 km) | Interval fabricație | Unități produse |
| Modele benzină     | Modele benzină | Modele benzină         | Modele benzină   | Modele benzină | Modele benzină                       | Modele benzină    | Modele benzină   | Modele benzină | Modele benzină       | Modele benzină               | Modele benzină          | Modele benzină      | Modele benzină  |
| ------------------ | -------------- | ---------------------- | ---------------- | -------------- | ------------------------------------ | ----------------- | ---------------- | -------------- | -------------------- | ---------------------------- | ----------------------- | ------------------- | --------------- |
| 200 T              | 123.280        | M 102 V 20 (102.920)   | 1997             | 4              | Carburator                           | 109/5200          | 170/3000         | 1.470          | 168                  | 15,3                         | 10,4                    | 11/80–01/86         | 18.860          |
| 230 T              | 123.083        | M 115 V 23 (115.954)   | 2307             | 4              | Carburator                           | 109/4800          | 186/2500         | 1.470          | 170                  | 14,4                         | 12,2                    | 05/78–04/80         | 6.884           |
| 230 TE             | 123.283        | M 102 E 23 (102.980)   | 2299             | 4              | Bosch K-Jetronic                     | 136/5100          | 205/3500         | 1.480          | 180                  | 12,2                         | 10,5                    | 04/80–09/86         | 42.284          |
| 250 T              | 123.086        | M 123 V 25 (123.920)   | 2525             | 6              | Carburator                           | 129/5500          | 196/3500         | 1.510          | 185                  | 11,9                         | 12,8                    | 05/78–08/79         | 7.704           |
| 250 T              | 123.086        | M 123 V 25 (123.921)   | 2525             | 6              | Carburator                           | 140/5500          | 200/3500         | 1.510          | 185                  | 11,9                         | 12,8                    | 09/79–09/81         | 7.704           |
| 250 T              | 123.086        | M 123 V 25 (123.921)   | 2525             | 6              | Carburator                           | 140/5500          | 200/3500         | 1.510          | 185                  | 11,9                         | 11,7                    | 10/81–08/82         | 7.704           |
| 280 TE             | 123.093        | M 110 E 28 (110.984)   | 2746             | 6              | Bosch K-Jetronic                     | 177/6000          | 234/4500         | 1.560          | 200                  | 10,2                         | 13,1                    | 05/78–08/78         | 19.789          |
| 280 TE             | 123.093        | M 110 E 28 (110.988)   | 2746             | 6              | Bosch K-Jetronic                     | 185/5800          | 240/4500         | 1.560          | 200                  | 10,2                         | 13,1                    | 09/78–09/81         | 19.789          |
| 280 TE             | 123.093        | M 110 E 28 (110.988)   | 2746             | 6              | Bosch K-Jetronic                     | 185/5800          | 240/4500         | 1.560          | 200                  | 10,2                         | 12                      | 10/81–01/86         | 19.789          |
| Modele diesel      |                |                        |                  |                |                                      |                   |                  |                |                      |                              |                         |                     |                 |
| 240 TD             | 123.183        | OM616D24 (616.912)     | 2399             | 4              | Pompa injectie Diesel Bosch          | 72/4400           | 137/2400         | 1.515          | 138                  | 25,8                         | 9,6                     | 05/78–09/81         | 38.903          |
| 240 TD             | 123.183        | OM616D24 (616.912)     | 2399             | 4              | Pompa injectie Diesel Bosch          | 72/4400           | 137/2400         | 1.515          | 143                  | 23,2                         | 8.9                     | 10/81–01/86         | 38.903          |
| 300 TD             | 123.190        | OM 617 D 30 (617.912)  | 3005             | 5              | Pompa injectie Diesel Bosch          | 80/4000           | 172/2400         | 1.570          | 148                  | 20,9                         | 9,9                     | 05/78–08/79         | 36.874          |
| 300 TD             | 123.190        | OM 617 D 30 (617.912)  | 2998             | 5              | Pompa injectie Diesel Bosch          | 88/4400           | 172/2400         | 1.570          | 155                  | 18,9                         | 9,9                     | 09/79–09/81         | 36.874          |
| 300 TD             | 123.190        | OM 617 D 30 (617.912)  | 2998             | 5              | Pompa injectie Diesel Bosch          | 88/4400           | 172/2400         | 1.570          | 155                  | 18,9                         | 9,3                     | 10/81–01/86         | 36.874          |
| 300 TD Turbodiesel | 123.193        | OM 617 D30 A (617.952) | 2998             | 5              | Pompa injectie Diesel Bosch si Turbo | 125/4350          | 250/2400         | 1.620          | 165                  | 15                           | 9,9                     | 10/80–08/81         | 28.219          |
| 300 TD Turbodiesel | 123.193        | OM 617 D30 A (617.952) | 2998             | 5              | Pompa injectie Diesel Bosch si Turbo | 125/4350          | 250/2400         | 1.620          | 165                  | 15                           | 9,8                     | 09/81–01/86         | 28.219          |

| Model                    | Serie motor    | Motor                   | Capacitate (cm³) | Cilindree      | Pregătire amestesc                   | Putere (PS/min−1) | Cuplu (Nm/min−1) | Greutate       | Viteză maximă (km/h) | Accelerație, 0–100 km/h in s | Consum mediu (l/100 km) | Interval fabricație | Unități produse |
| Modele benzină           | Modele benzină | Modele benzină          | Modele benzină   | Modele benzină | Modele benzină                       | Modele benzină    | Modele benzină   | Modele benzină | Modele benzină       | Modele benzină               | Modele benzină          | Modele benzină      | Modele benzină  |
| ------------------------ | -------------- | ----------------------- | ---------------- | -------------- | ------------------------------------ | ----------------- | ---------------- | -------------- | -------------------- | ---------------------------- | ----------------------- | ------------------- | --------------- |
| 230 C                    | 123.043        | M 115 V 23 (115.954)    | 2307             | 4              | Carburator                           | 109/4800          | 186/2500         | 1.375          | 170                  | 13,7                         | 12,1                    | 06/77–06/80         | 18.675          |
| 230 CE                   | 123.243        | M 102 E 23 (102.980)    | 2299             | 4              | Bosch K-Jetronic                     | 136/5100          | 205/3500         | 1.380          | 180                  | 11,5                         | 10,5                    | 04/80–11/85         | 29.858          |
| 280 C                    | 123.050        | M 110 V 28 (110.923)    | 2746             | 6              | Carburator                           | 156/5500          | 223/4000         | 1.445          | 190                  | 10,6                         | 13,2                    | 04/77–03/80         | 3.704           |
| 280 CE                   | 123.053        | M 110 E 28 (110.984)    | 2746             | 6              | Bosch K-Jetronic                     | 177/6000          | 234/4500         | 1.460          | 200                  | 9,9                          | 13,1                    | 04/77–03/78         | 32.138          |
| 280 CE                   | 123.053        | M 110 E 28 (110.988)    | 2746             | 6              | Bosch K-Jetronic                     | 185/5800          | 240/4500         | 1.460          | 200                  | 9,9                          | 13,1                    | 04/78–09/81         | 32.138          |
| 280 CE                   | 123.053        | M 110 E 28 (110.988)    | 2746             | 6              | Bosch K-Jetronic                     | 185/5800          | 240/4500         | 1.460          | 200                  | 9,9                          | 12                      | 10/81–08/85         | 32.138          |
| Modele diesel (SUA)      |                |                         |                  |                |                                      |                   |                  |                |                      |                              |                         |                     |                 |
| 300 CD                   | 123.150        | OM 617 D 30 (617.912)   | 3005             | 5              | Pompa injectie Diesel Bosch          | 80/4000           | 172/2400         | 1.550          | 143                  | 20,8                         | 11,5                    | 09/77–08/79         | 7.502           |
| 300 CD                   | 123.150        | OM 617 D 30 (617.912)   | 2998             | 5              | Pompa injectie Diesel Bosch          | 88/4400           | 172/2400         | 1.550          | 150                  | 19,2                         | 8,7                     | 09/79–08/81         | 7.502           |
| 300 CD Turbodiesel (USA) | 123.153        | OM 617 D 30 A (617.952) | 2998             | 5              | Pompa injectie Diesel Bosch si Turbo | 125/4350          | 250/2400         | 1.625          | 165                  | 14,0                         | —                       | 07/81–09/82         | 8.007           |
| 300 CD Turbodiesel (USA) | 123.153        | OM 617 D 30 A (617.952) | 2998             | 5              | Pompa injectie Diesel Bosch si Turbo | 125/4350          | 250/2400         | 1.625          | 170                  | 14,0                         | —                       | 10/82–08/85         | 8.007           |

| Model          | Serie motor    | Motor                 | Capacitate (cm³) | Cilindree      | Pregătire amestesc          | Putere (PS/min−1) | Cuplu (Nm/min−1) | Greutate       | Viteză maximă (km/h) | Accelerație, 0–100 km/h in s | Consum mediu (l/100 km) | Interval fabricație | Unități produse |
| Modele benzină | Modele benzină | Modele benzină        | Modele benzină   | Modele benzină | Modele benzină              | Modele benzină    | Modele benzină   | Modele benzină | Modele benzină       | Modele benzină               | Modele benzină          | Modele benzină      | Modele benzină  |
| -------------- | -------------- | --------------------- | ---------------- | -------------- | --------------------------- | ----------------- | ---------------- | -------------- | -------------------- | ---------------------------- | ----------------------- | ------------------- | --------------- |
| 250 Lang       | 123.028        | M123V25 (123.920)     | 2525             | 4              | Carburator                  | 129/5500          | 196/3500         | 1.570          | 185                  | 11,3                         | 12,9                    | 09/77–08/79         | 8.068           |
| 250 Lang       | 123.028        | M 123 V 25 (123.921)  | 2525             | 4              | Carburator                  | 140/5500          | 200/3500         | 1.570          | 185                  | 11,3                         | 12,9                    | 09/79–09/81         | 8.068           |
| 250 Lang       | 123.028        | M 123 V 25 (123.921)  | 2525             | 4              | Carburator                  | 140/5500          | 200/3500         | 1.570          | 185                  | 11,3                         | 11,7                    | 10/81–12/85         | 8.068           |
| Modele diesel  |                |                       |                  |                |                             |                   |                  |                |                      |                              |                         |                     |                 |
| 240 D Lang     | 123.125        | OM 616 D 24 (616.916) | 2404             | 4              | Pompa injectie Diesel Bosch | 65/4200           | 137/2400         | 1.585          | 138                  | 24,6                         | 9,3                     | 09/77–08/78         | 5.000           |
| 240 D Lang     | 123.125        | OM 616 D 24 (616.912) | 2399             | 4              | Pompa injectie Diesel Bosch | 72/4400           | 137/2400         | 1.585          | 143                  | 22,0                         | 9,3                     | 08/78–09/81         | 5.000           |
| 240 D Lang     | 123.125        | OM 616 D 24 (616.912) | 2399             | 4              | Pompa injectie Diesel Bosch | 72/4400           | 137/2400         | 1.585          | 143                  | 22,0                         | 8,9                     | 10/81–11/85         | 5.000           |
| 300 D Lang     | 123.132        | OM 617 D 30 (617.912) | 3005             | 5              | Pompa injectie Diesel Bosch | 80/4000           | 172/2400         | 1.450          | 148                  | 19,9                         | 10,9                    | 09/77–08/79         | 7.281           |
| 300 D Lang     | 123.132        | OM 617 D 30 (617.912) | 2998             | 5              | Pompa injectie Diesel Bosch | 88/4400           | 172/2400         | 1.450          | 155                  | 17,8                         | 10,9                    | 09/79–09/81         | 7.281           |
| 300 D Lang     | 123.132        | OM 617 D 30 (617.912) | 2998             | 5              | Pompa injectie Diesel Bosch | 88/4400           | 172/2400         | 1.450          | 155                  | 17,8                         | 9,4                     | 10/81–11/85         | 7.281           |

## Proprietari celebri
- John Lennon a fost până la asasinarea sa în 1980 proprietarul unui model T. Mașina sa albă, 300 TD, din anul 1979 a fost vândută în 2006 la licitație pentru suma de 124.000 dolari.
- Scriitorul austriac Thomas Bernhard a fost, până la moartea sa, în 1989, proprietarul unui Mercedes 230.

## Literatura
- Halwart Schrader: Mercedes-Benz W123. Schrader-Typen-Chronik. Stuttgart 2006, ISBN 3-613-02558-2
- Michael Rohde, Jens-Peter Sirup: Mercedes-Benz W 123. Königswinter 2004, ISBN 3-89880-254-X
- Mischa Berghoff: Youngtimer-Pflege Mercedes W 123. Königswinter 2006, ISBN 3-89880-638-3
- Mercedes-Benz W123-Club e.V.: Kaufberatung Mercedes-Benz Baureihe 123. Berlin 2008, Eigenverlag, ohne ISBN